# トヨタ・アバンザ
アバンザ（AVANZA）は、トヨタ自動車とダイハツ工業が共同開発した7人乗り小型ミニバンである。インドネシアやベトナムなどで生産が行われ、主に新興国市場で販売が行われている。

## 概要
IMVの小型車版であるU-IMVプロジェクトとしてトヨタとダイハツで共同開発が行われた。背景にはインドネシアで主力車種であったキジャンが90年代のアジア経済危機後に価格上昇したことがあった。アバンザとセニアの外観上の相違点はエンブレム程度である。生産はジャカルタ近郊にあるアストラ・ダイハツ・モーター（ADM）のスンター工場にて行われる。セニアはインドネシア専用車となるが、アバンザは東南アジア、中近東、アフリカ、中南米諸国にも輸出される。なお、マレーシア市場向けのアバンザについてはプロドゥアがCKD（完全ノックダウン生産）を行っている。

## 初代 F600型（2004年 - 2011年）
2003年12月発表、翌2004年1月販売開始。プラットフォームは新開発で、ダイハツ・ビーゴ/トヨタ・ラッシュはこれをベースに開発が進められた。2006年7月にはフェイスリフトが行われている。
エンジンは当初アバンザがK3-VE型直列4気筒 DOHC 1.3 Lを搭載していたが、フェイスリフト後に3SZ-VE型直列4気筒 DOHC 1.5 Lが追加された。なお、可変バルブ機構についてはアバンザ/セニアともDVVTではなくVVT-iの呼称を使用している。また、組み合わせられるトランスミッションは5速MTもしくは4速ATとなる。
前期型

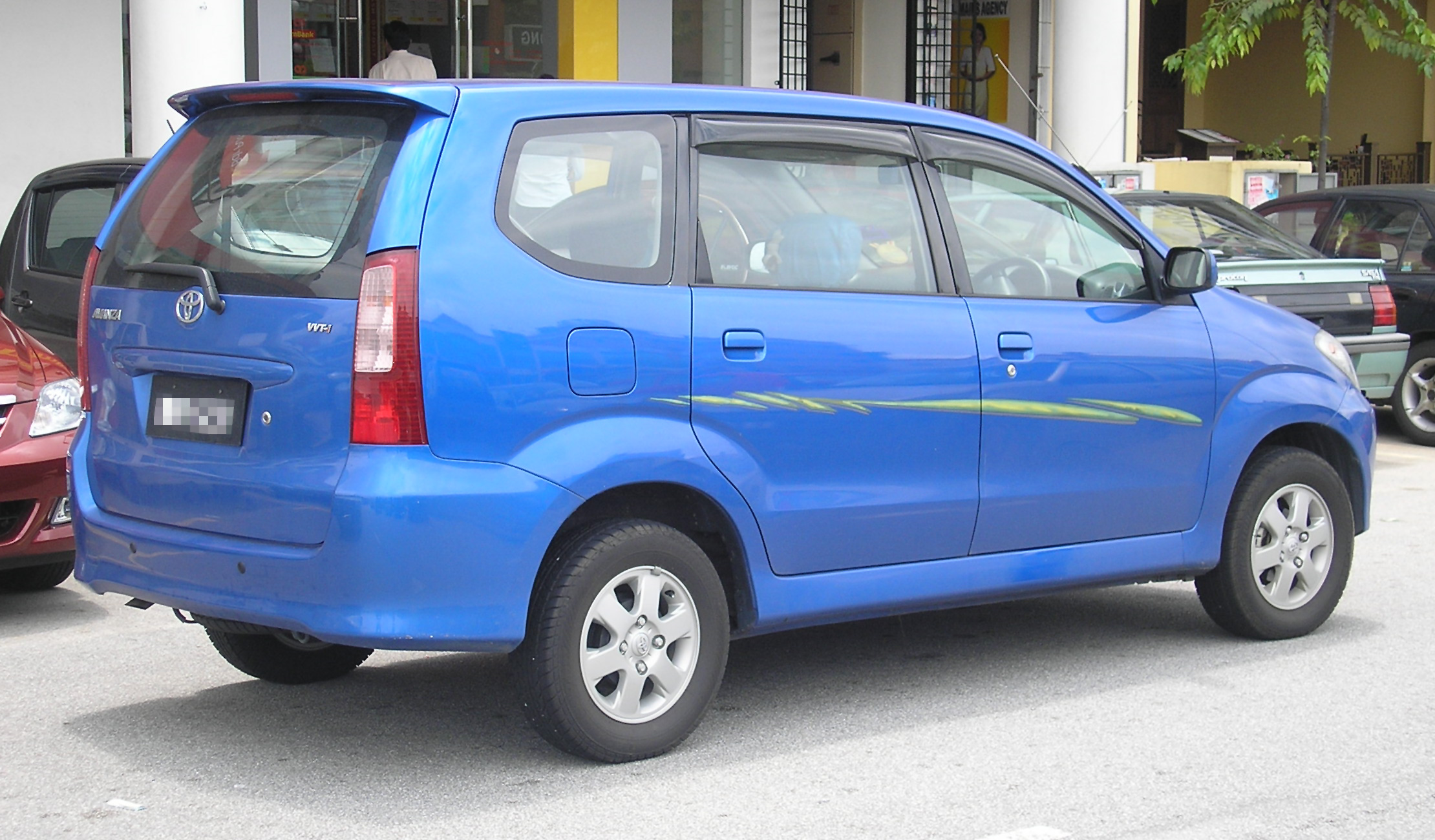
2004年1月発売型（リア）

中期型

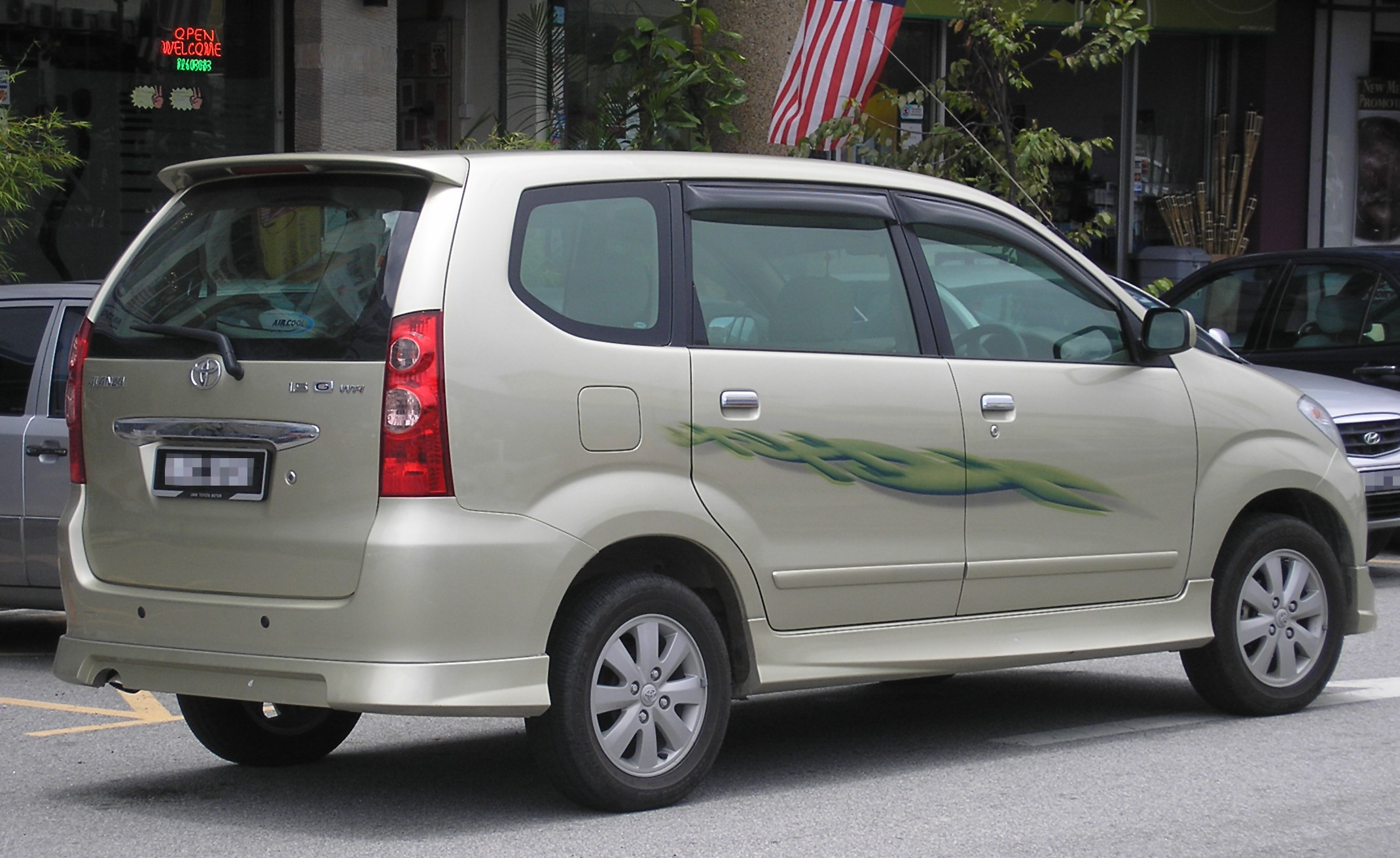
2006年7月改良型（リア）
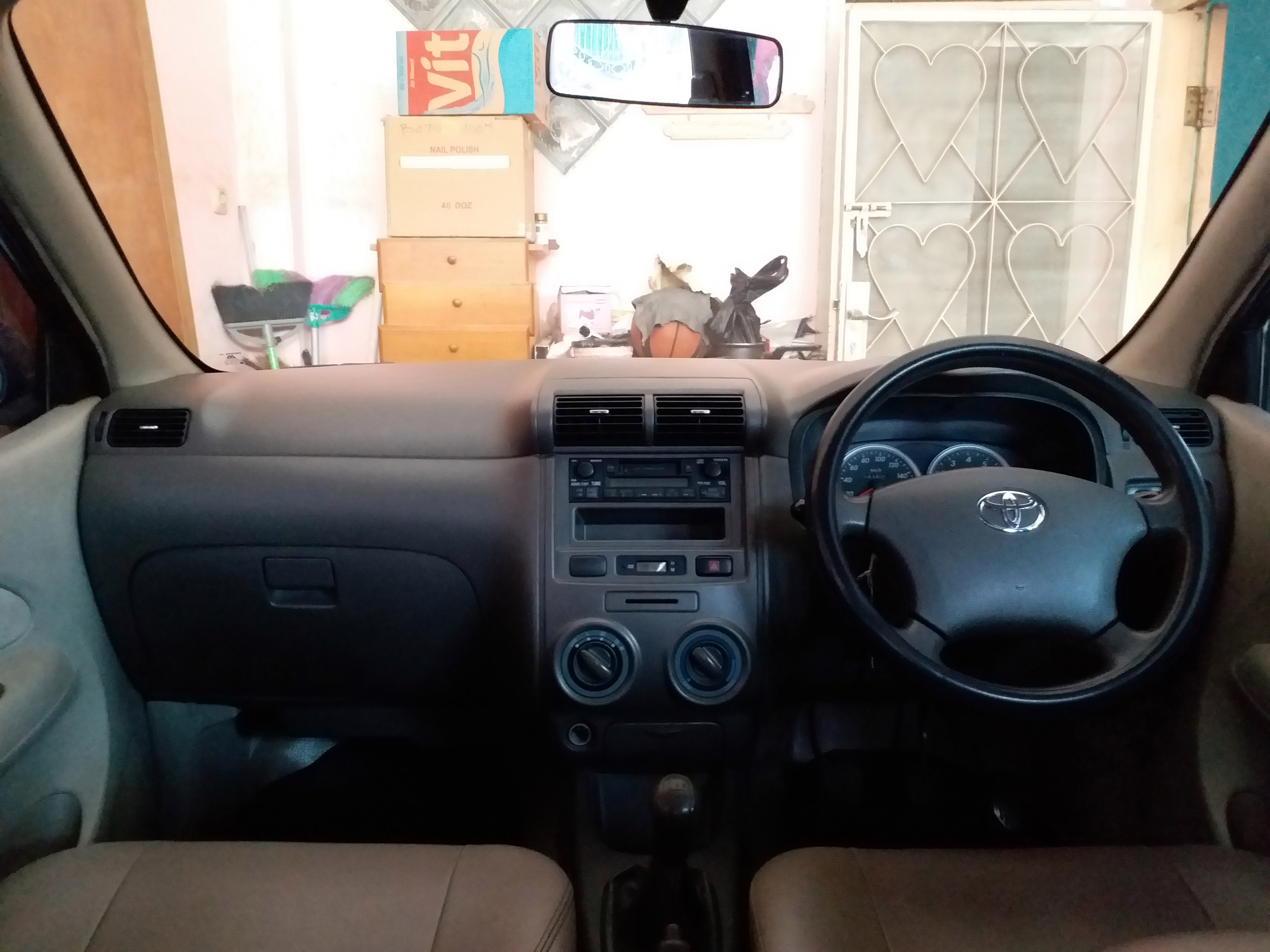
2006年7月改良型（インテリア）

後期型

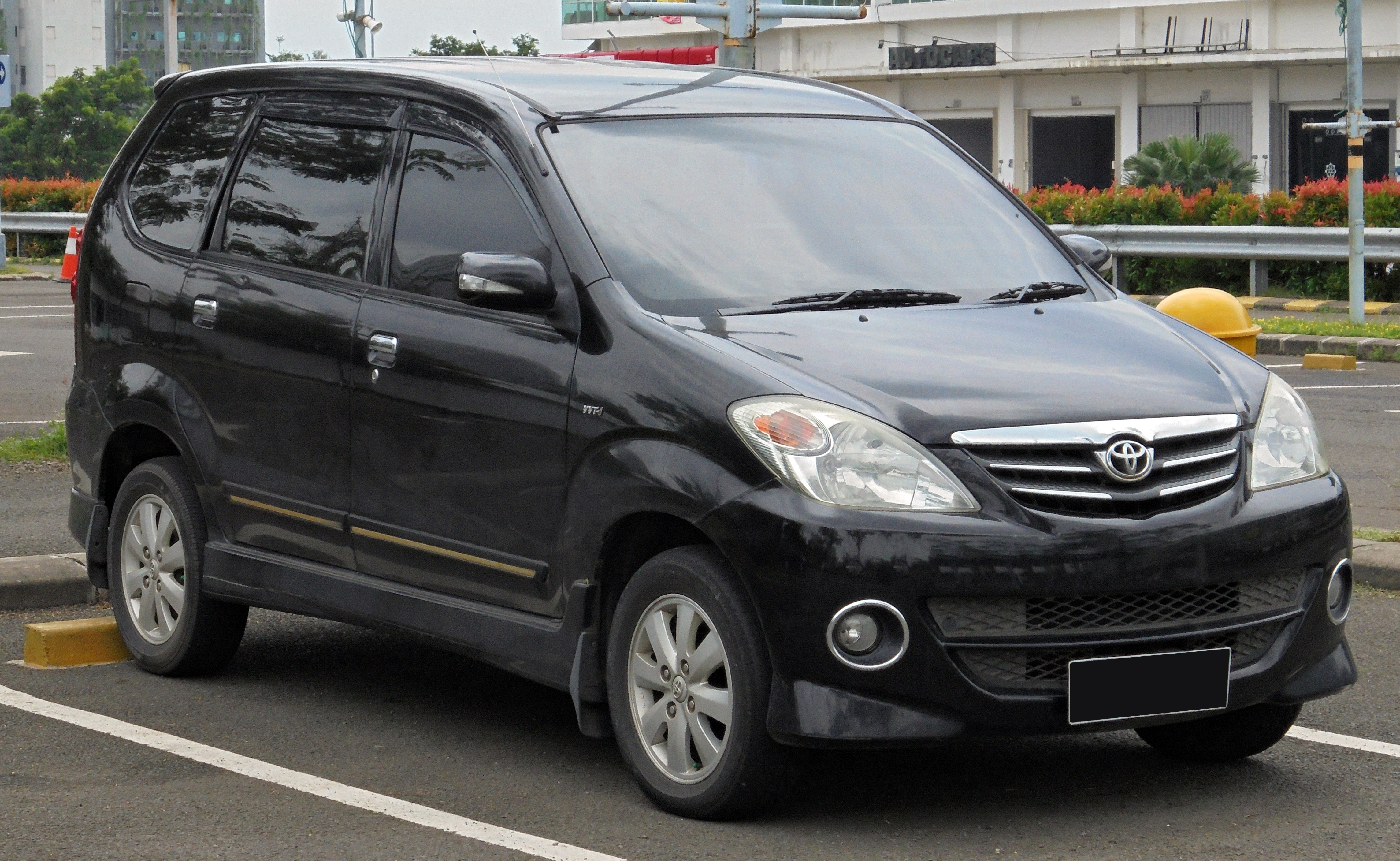
2008年10月改良型Sグレード

## 2代目 F650型（2011年 - 2021年）
インドネシアにて2011年11月7日発表、9日から発売開始。プラットフォームは先代のものを流用しており、エンジンも先代と同様、アバンザがK3-VE型直列4気筒 DOHC 1.3 Lと3SZ-VE型直列4気筒 DOHC 1.5 L、セニアが当初可変バルブ機構なしのEJ-VE型直列3気筒 DOHC 1.0 LとK3-VE型直列4気筒 DOHC 1.3 Lとなる。いずれもトランスミッションは5速MTまたは4速ATとなる。
2015年8月にマイナーチェンジを行い、エンジンはアバンザが2NR-VE型直列4気筒 DOHC 1.5 L、セニアが1NR-VE型直列4気筒 DOHC 1.3 Lにそれぞれ換装されている（セニアの1.0 Lは引き続きEJ-VE型を搭載）。またアバンザにはスポーティーグレードとなる「ヴェロッツ」を追加している。
前期型

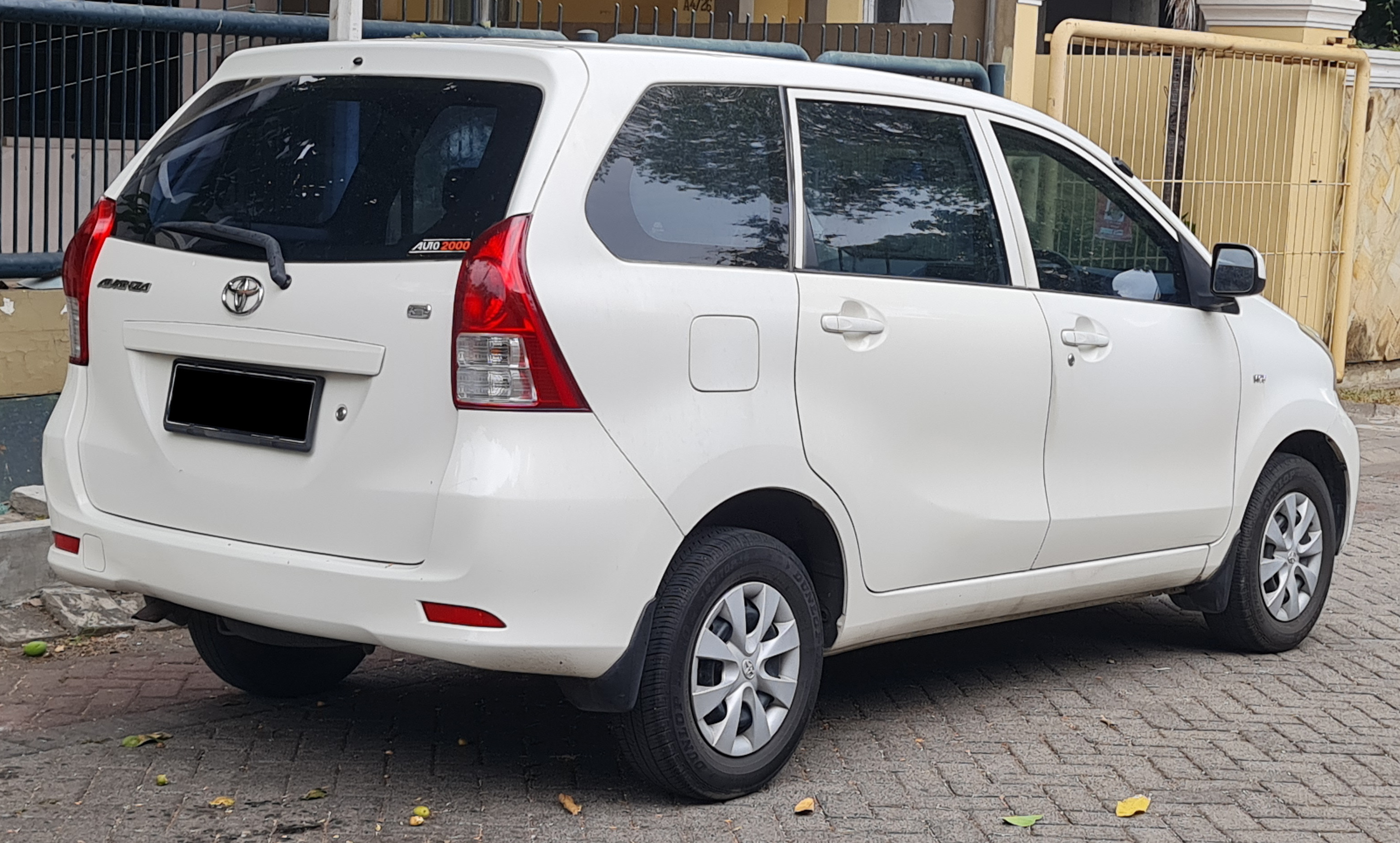
2011年11月発売型Eグレード（リア）
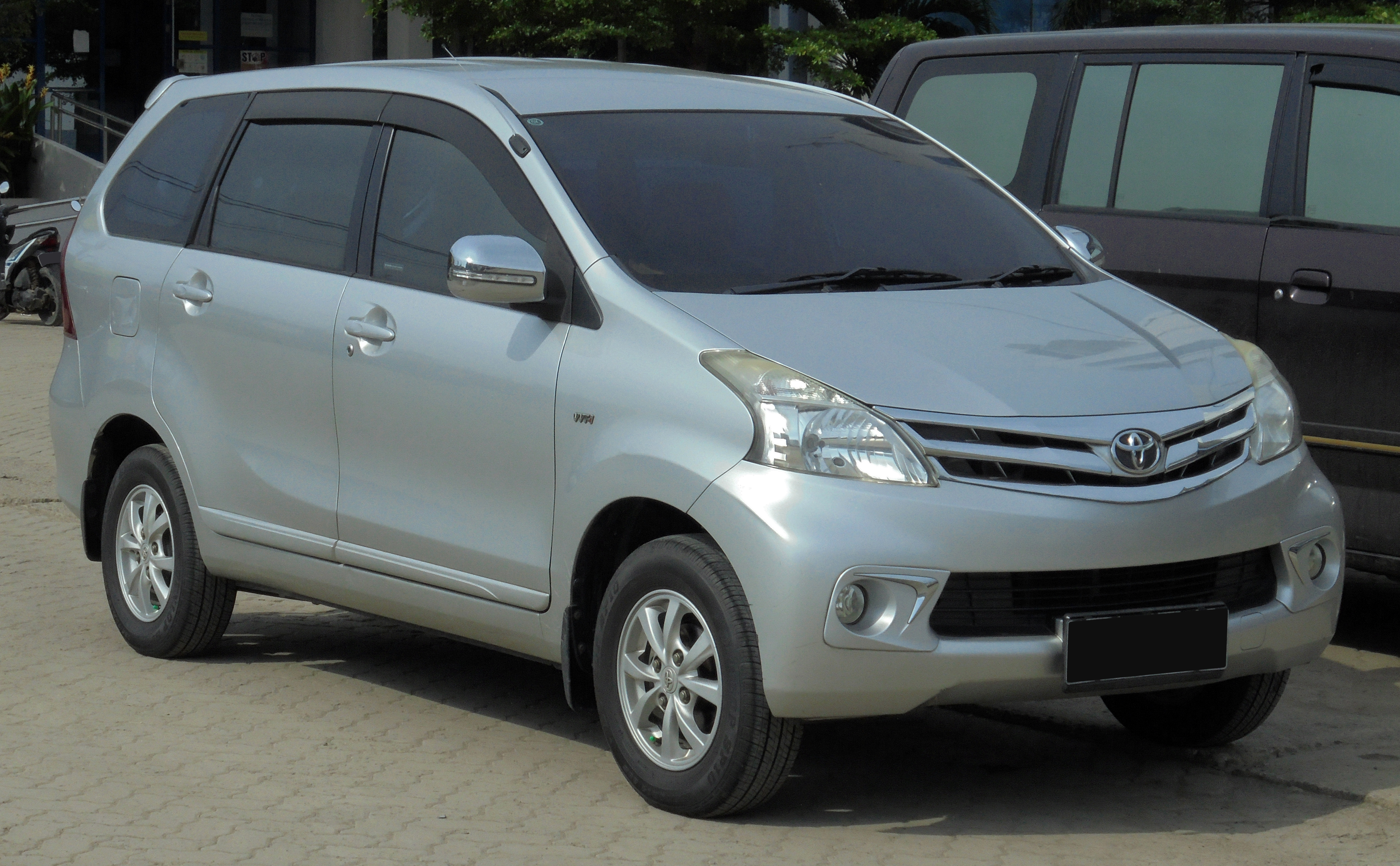
2011年11月発売型Gグレード（フロント）
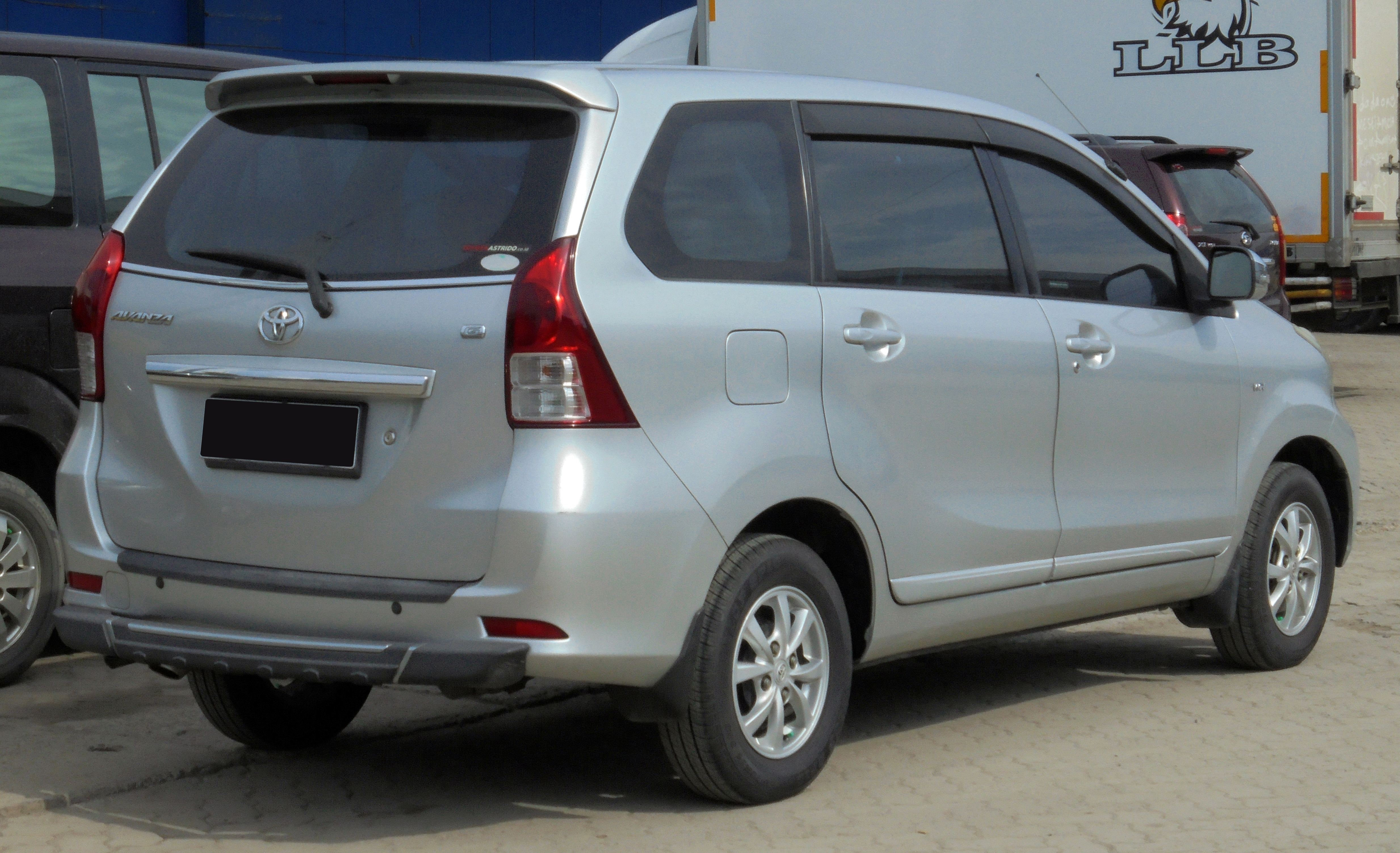
2011年11月発売型Gグレード（リア）
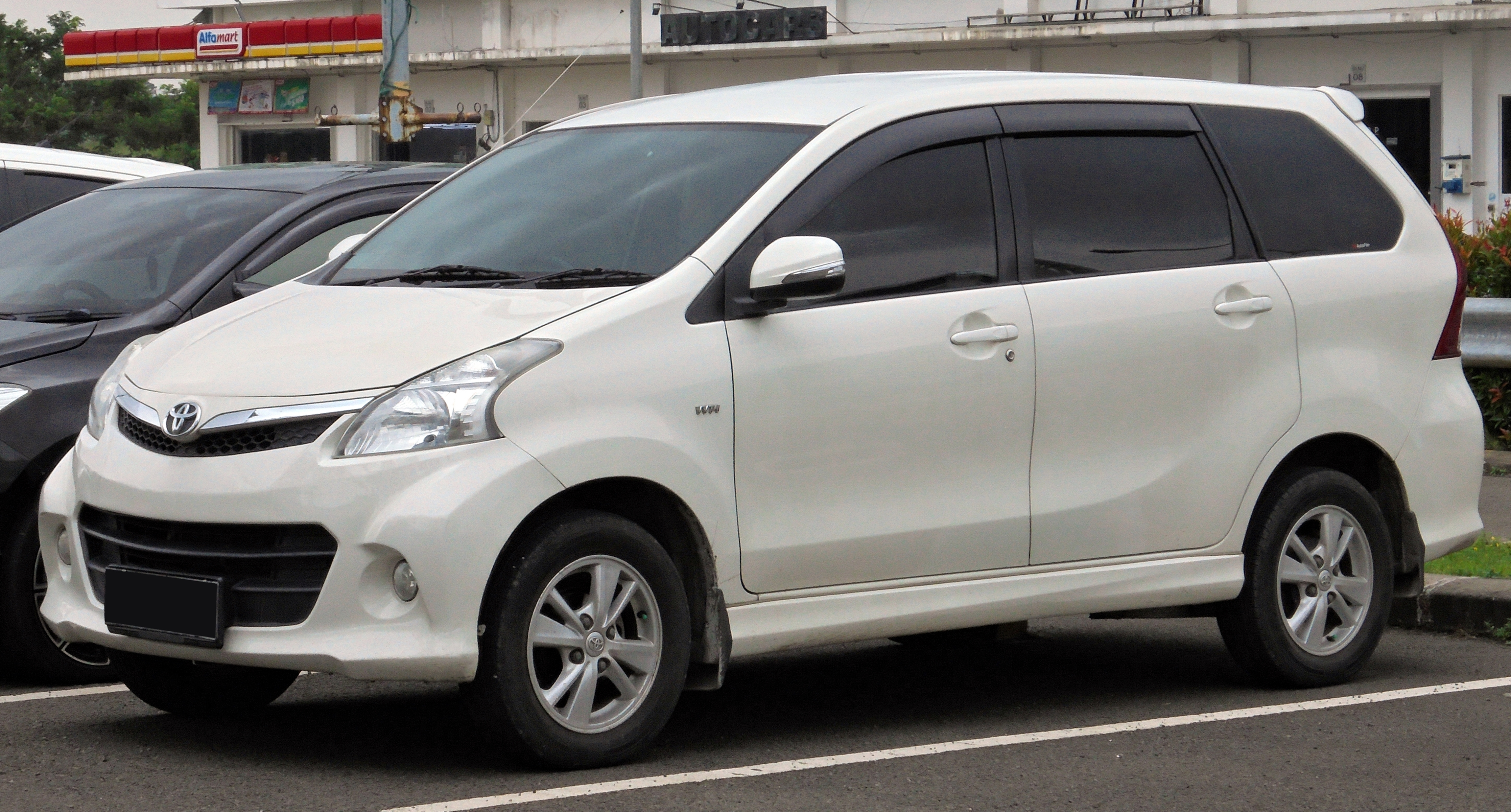
2011年11月発売型「ヴェロッツ」グレード（フロント）
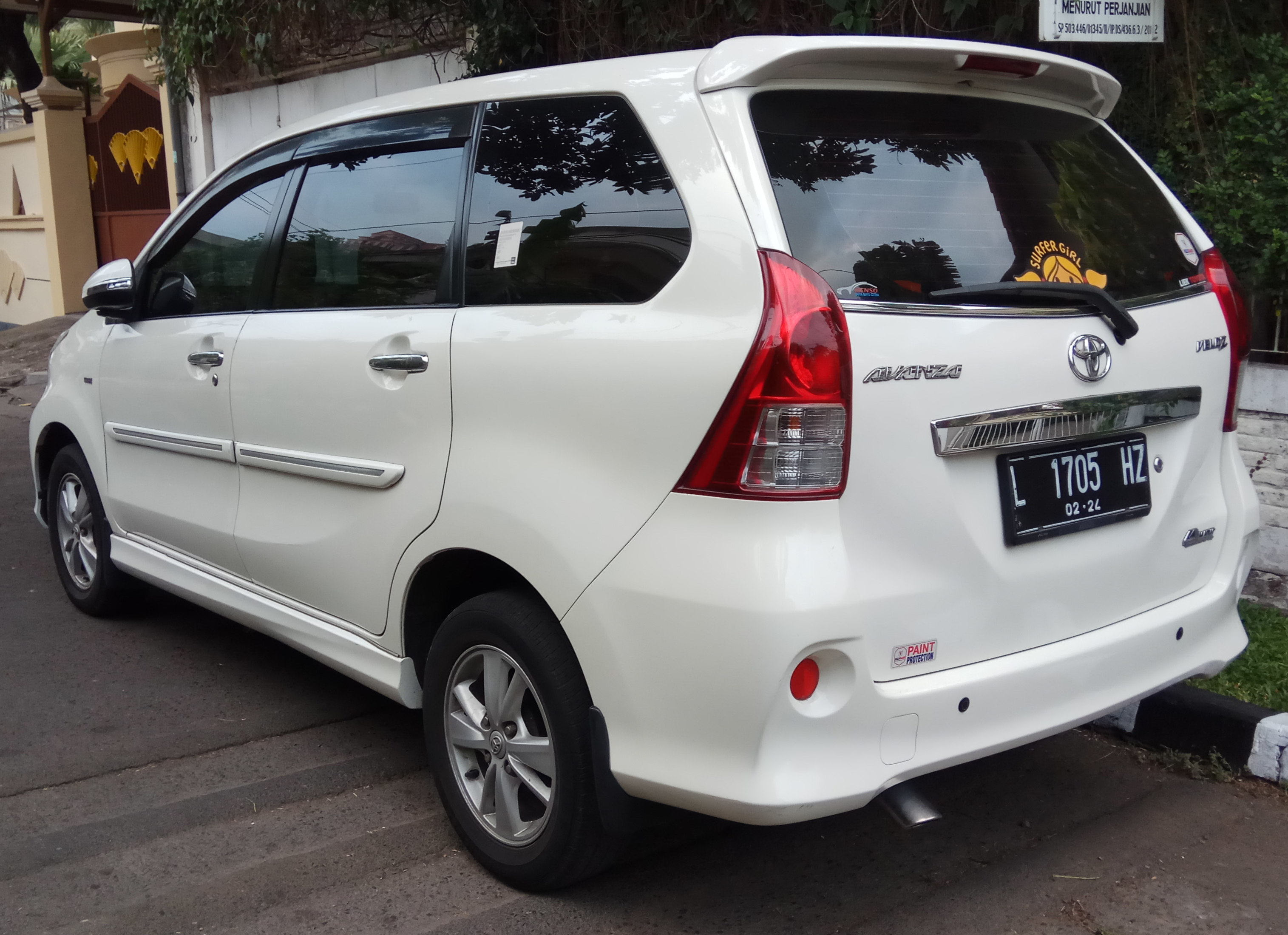
2011年11月発売型「ヴェロッツ」グレード（リア）
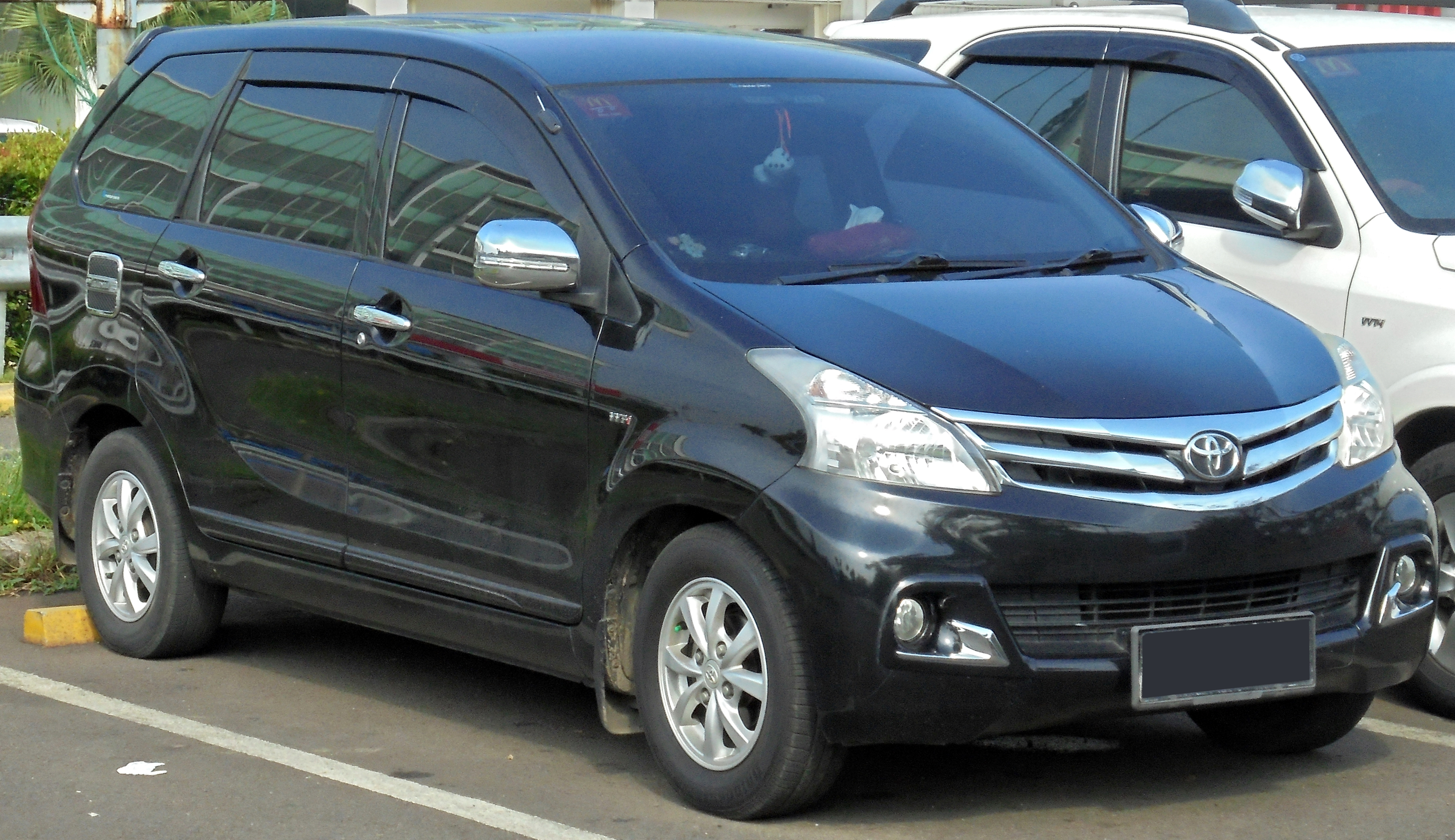
2014年6月発売型Gグレード
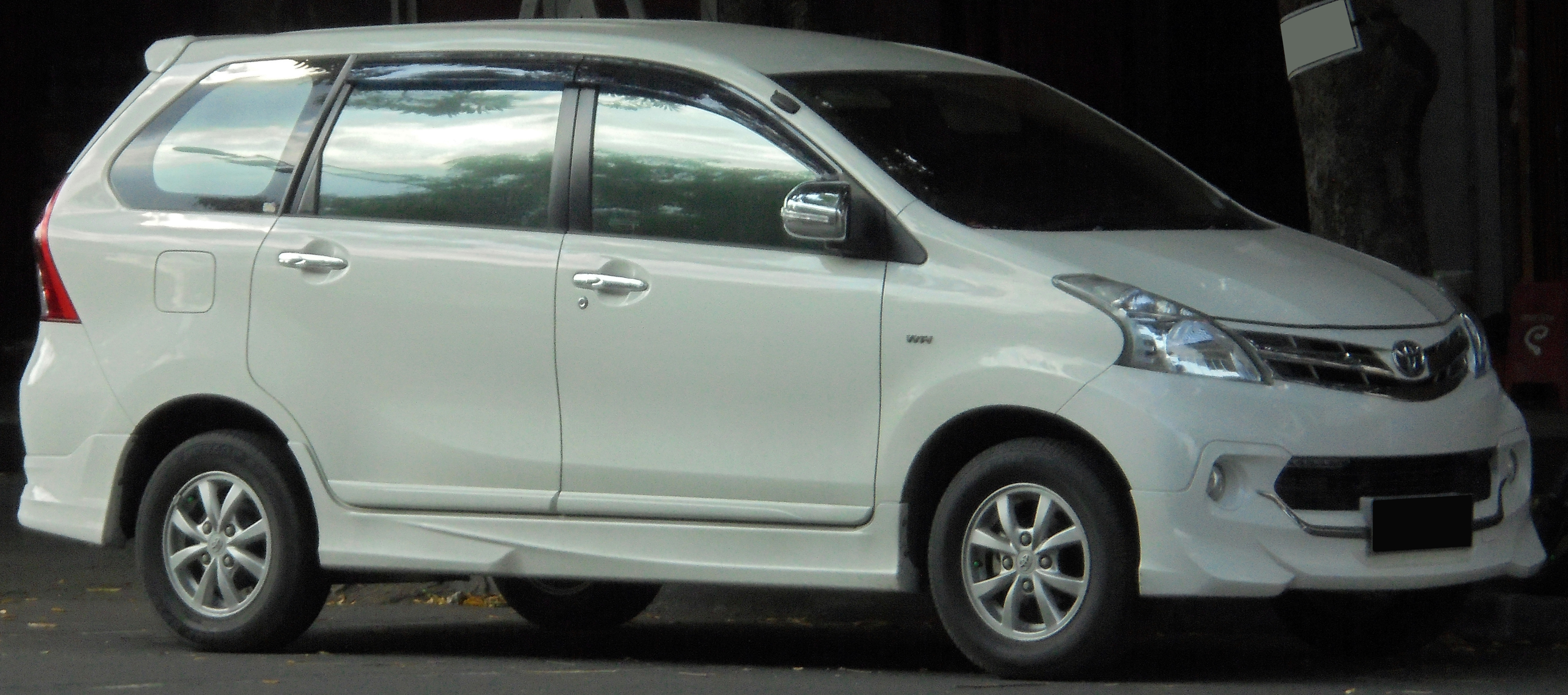
2014年6月発売型G「ラグジュアリー」グレード（フロント）
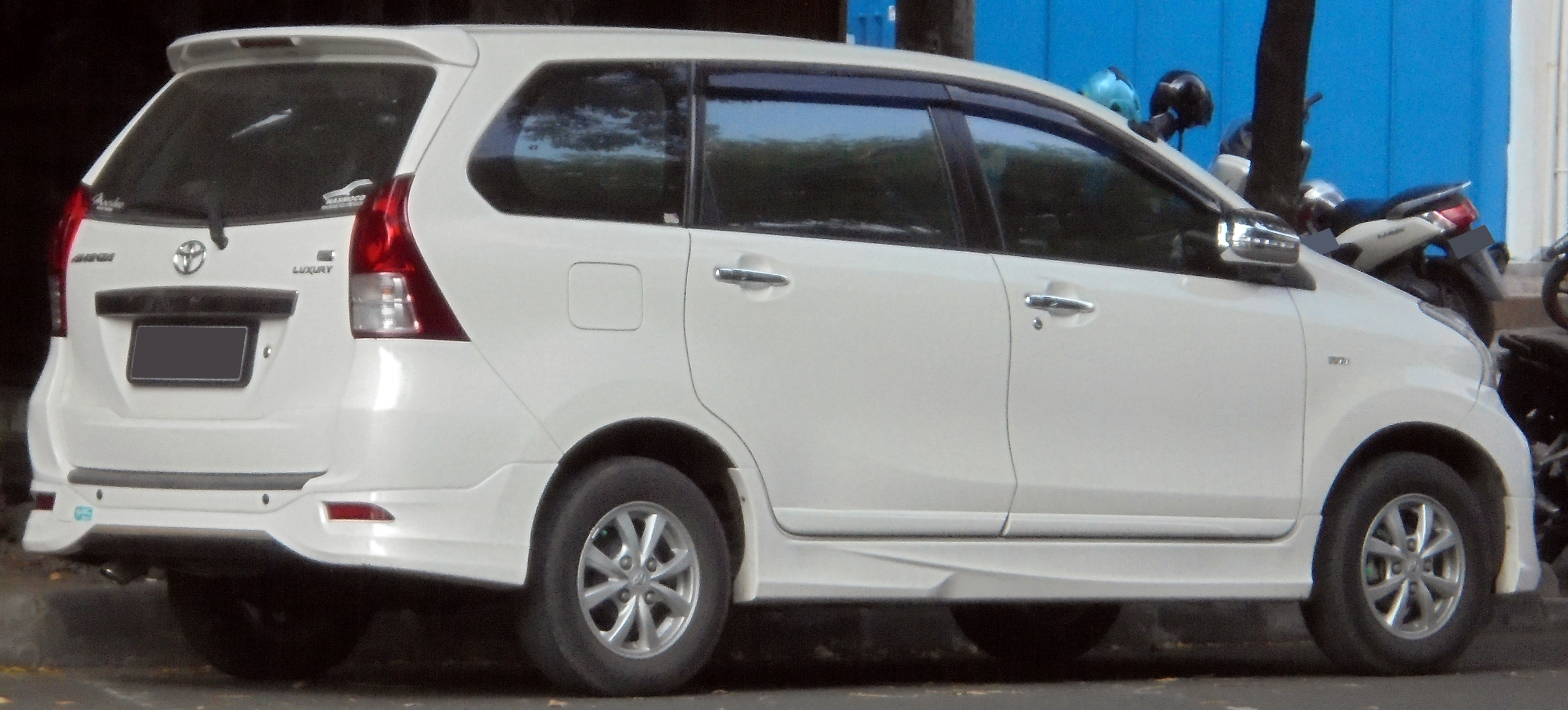
2014年6月発売型G「ラグジュアリー」グレード（リア）

中期型

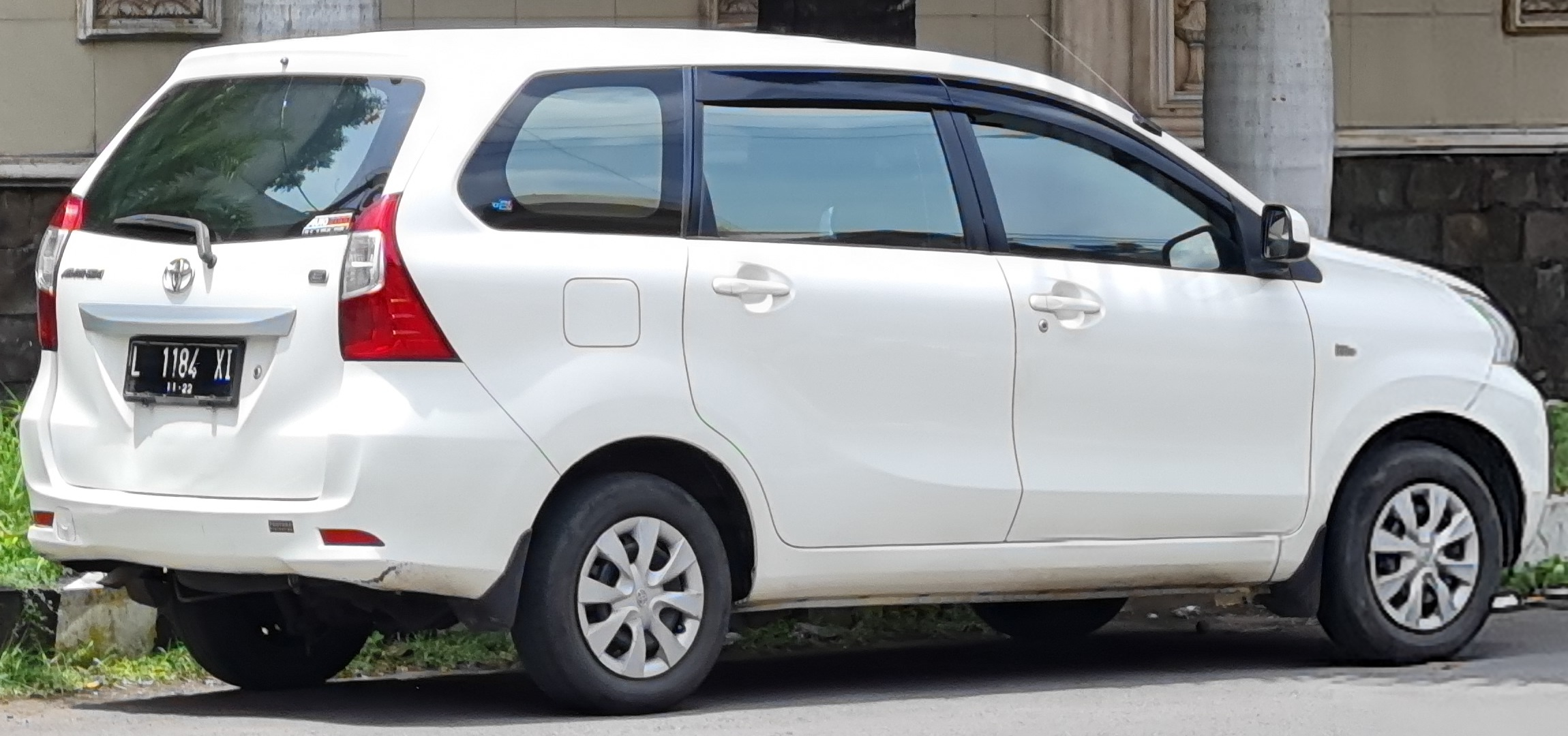
2015年8月改良型Eグレード（リア）
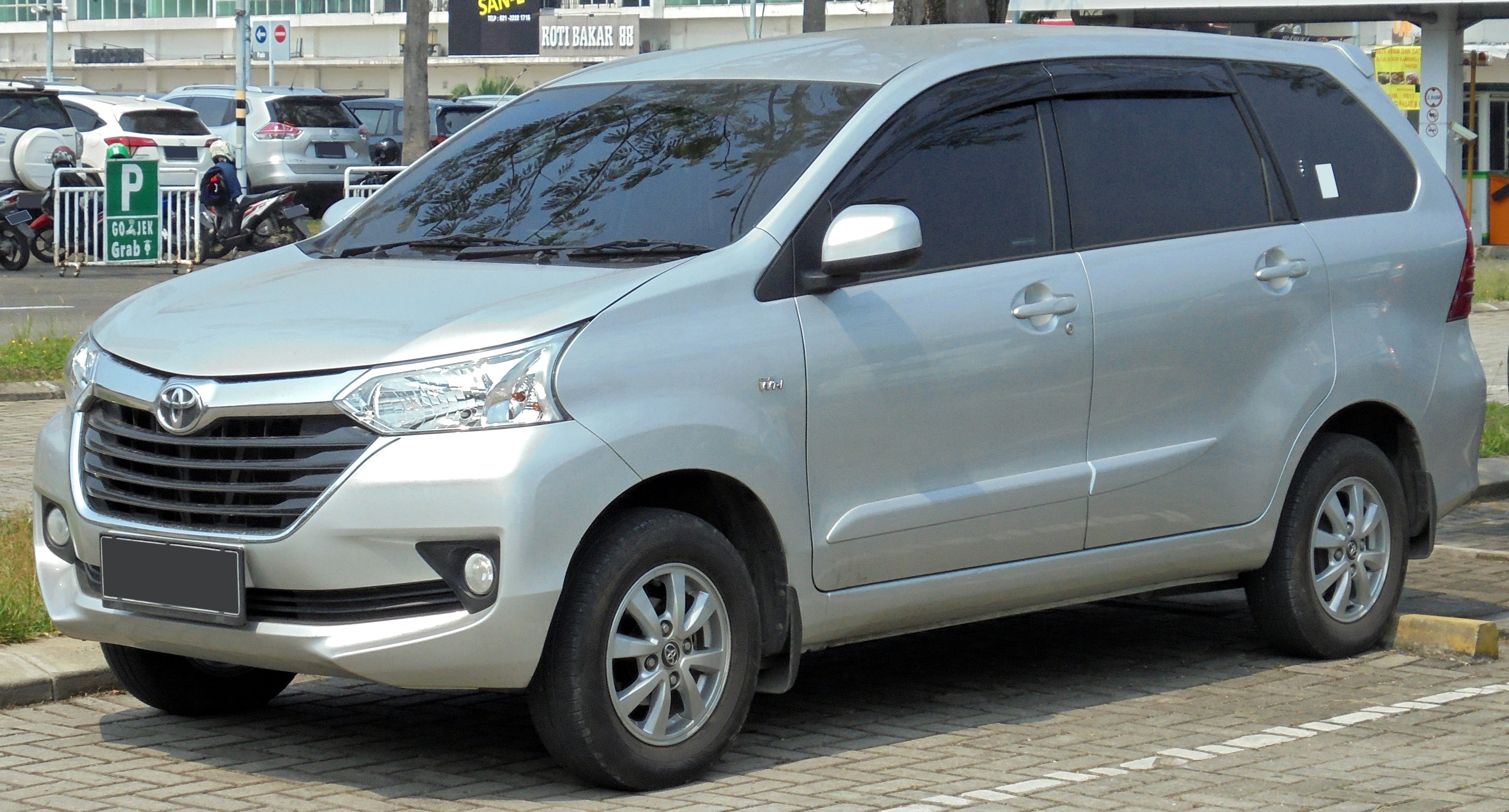
2015年8月改良型Gグレード（フロント）
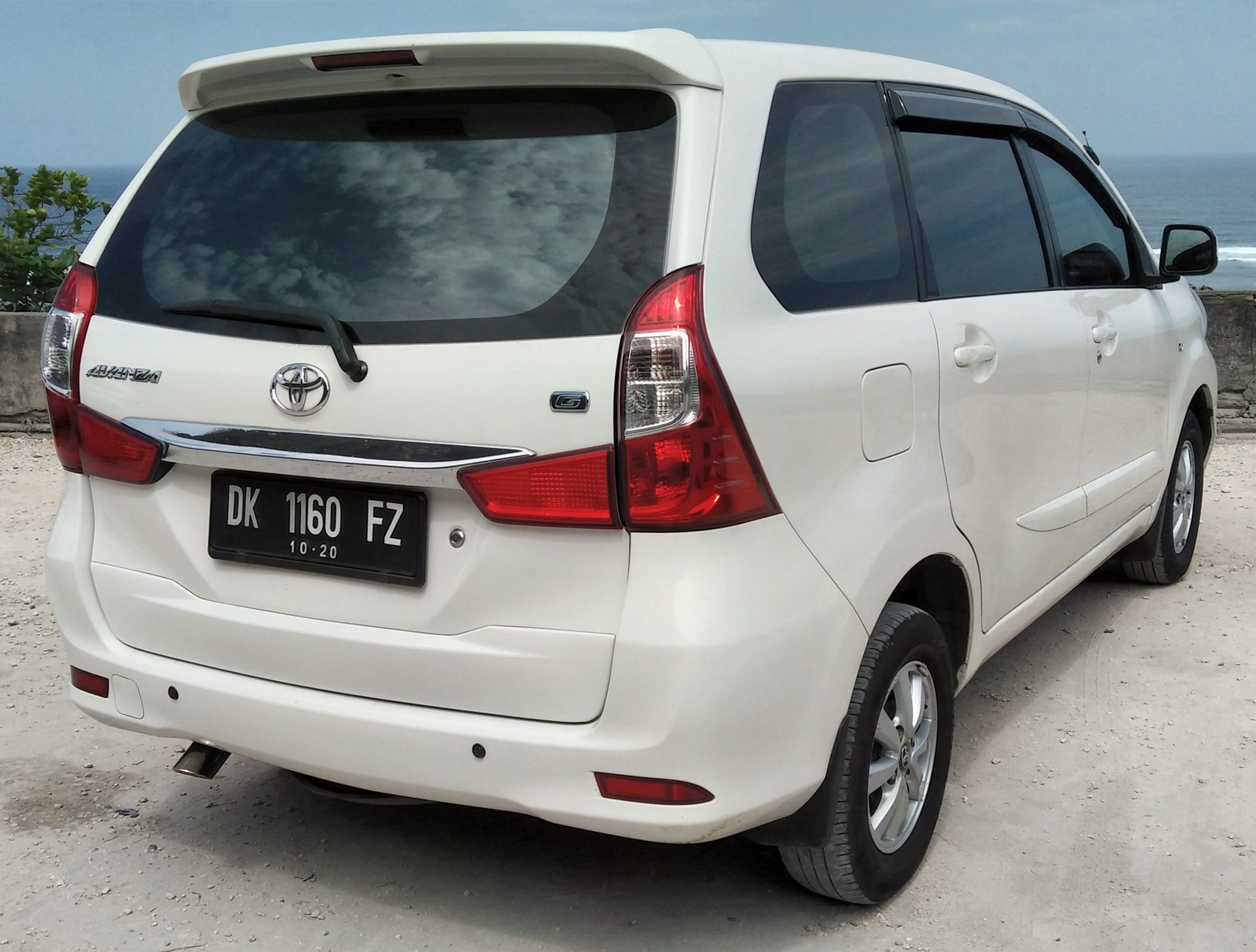
2015年8月改良型Gグレード（リア）
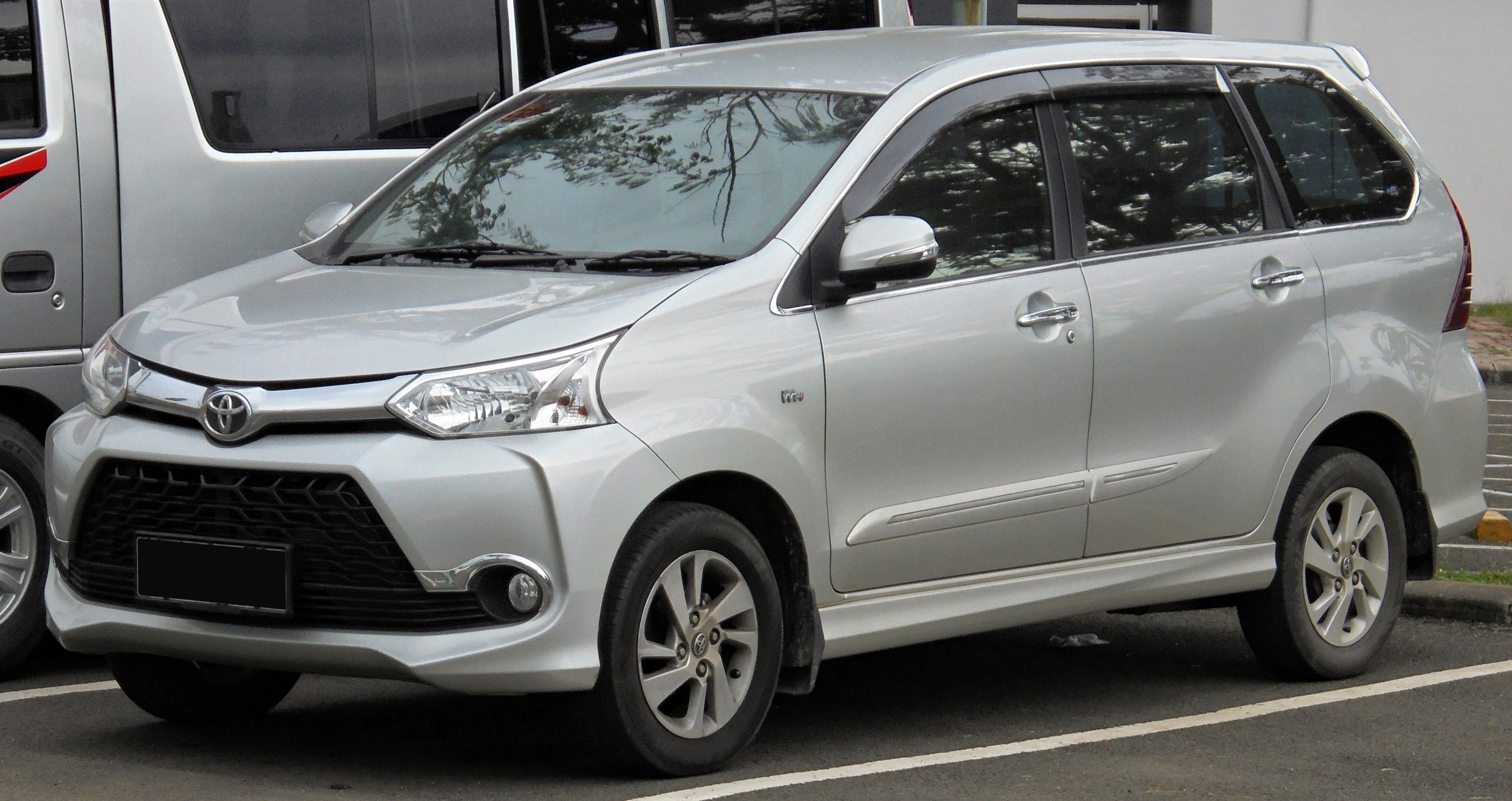
2015年8月改良型「ヴェロッツ」グレード
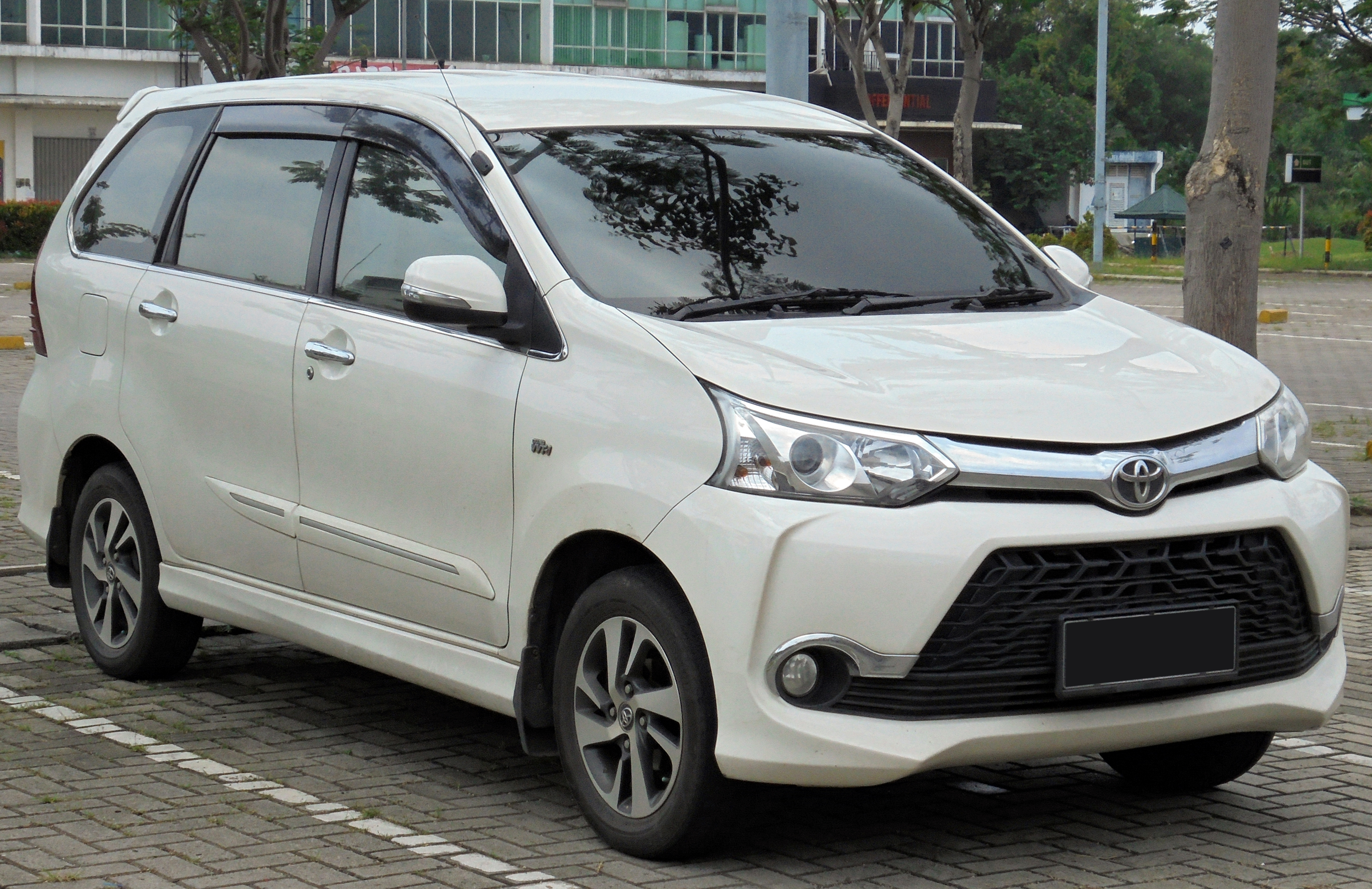
2015年8月改良型1.5 「ヴェロッツ」グレード（フロント）
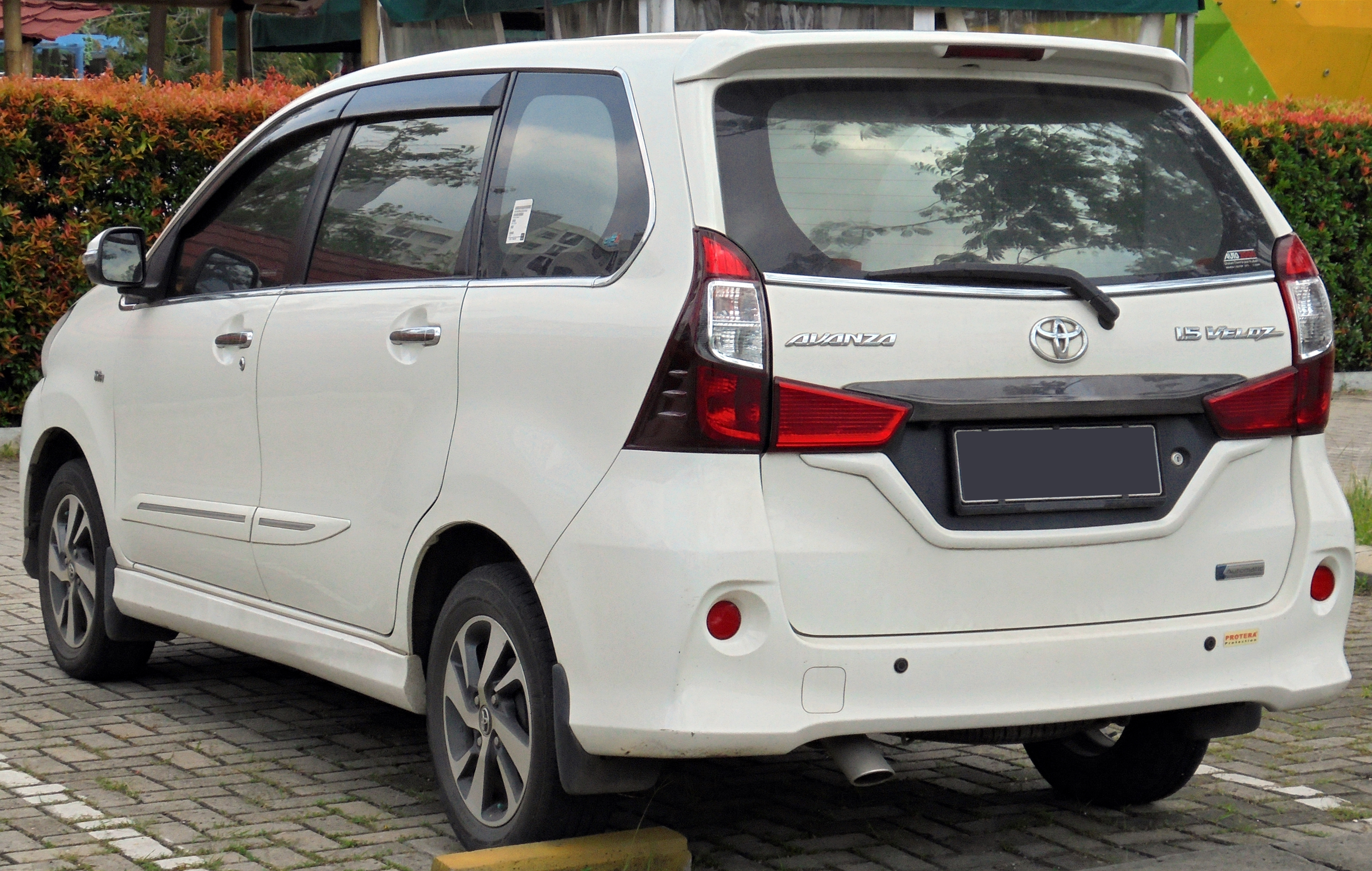
2015年8月改良型1.5 「ヴェロッツ」グレード（リア）

後期型

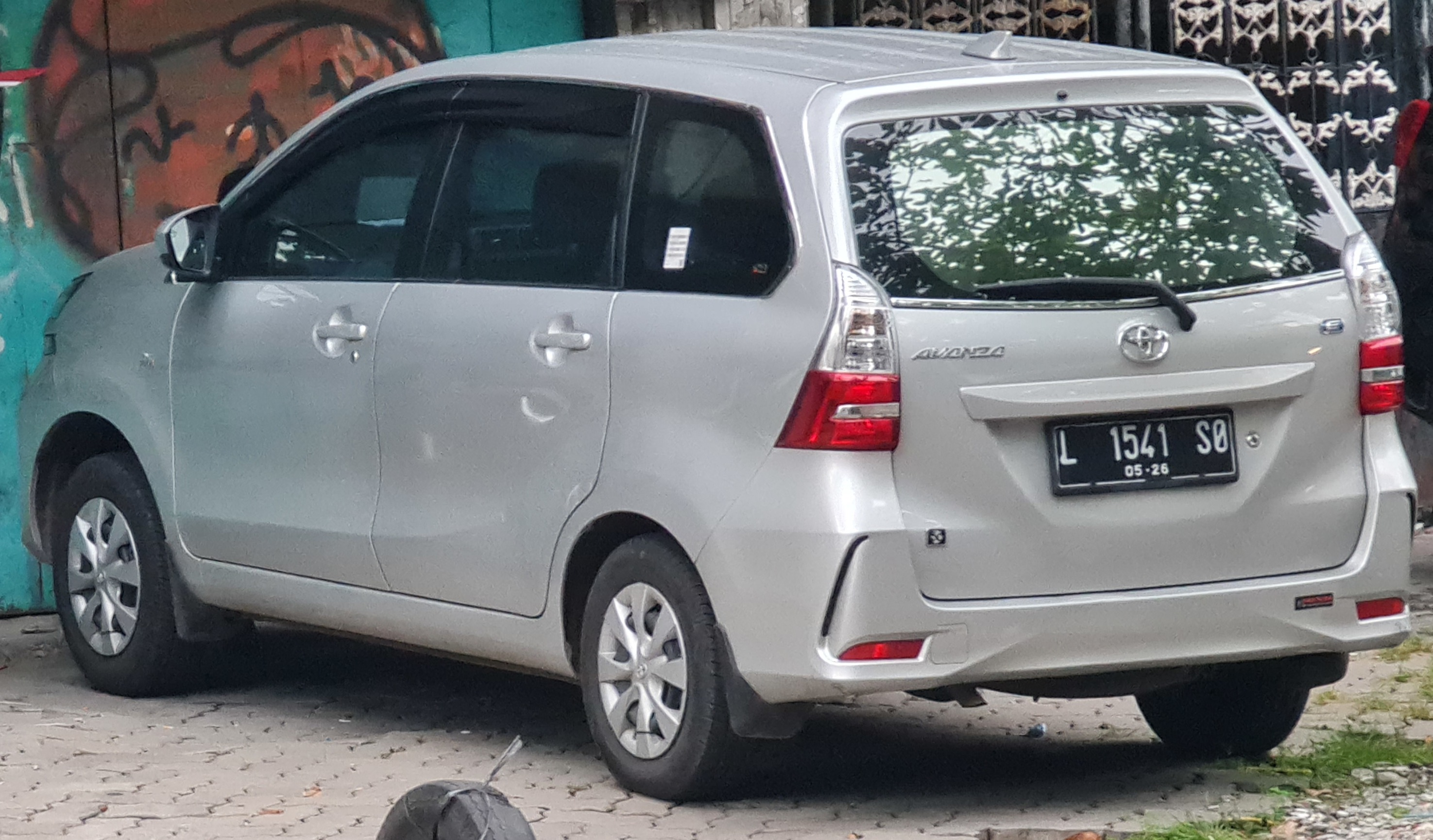
2019年1月改良型Eグレード（リア）
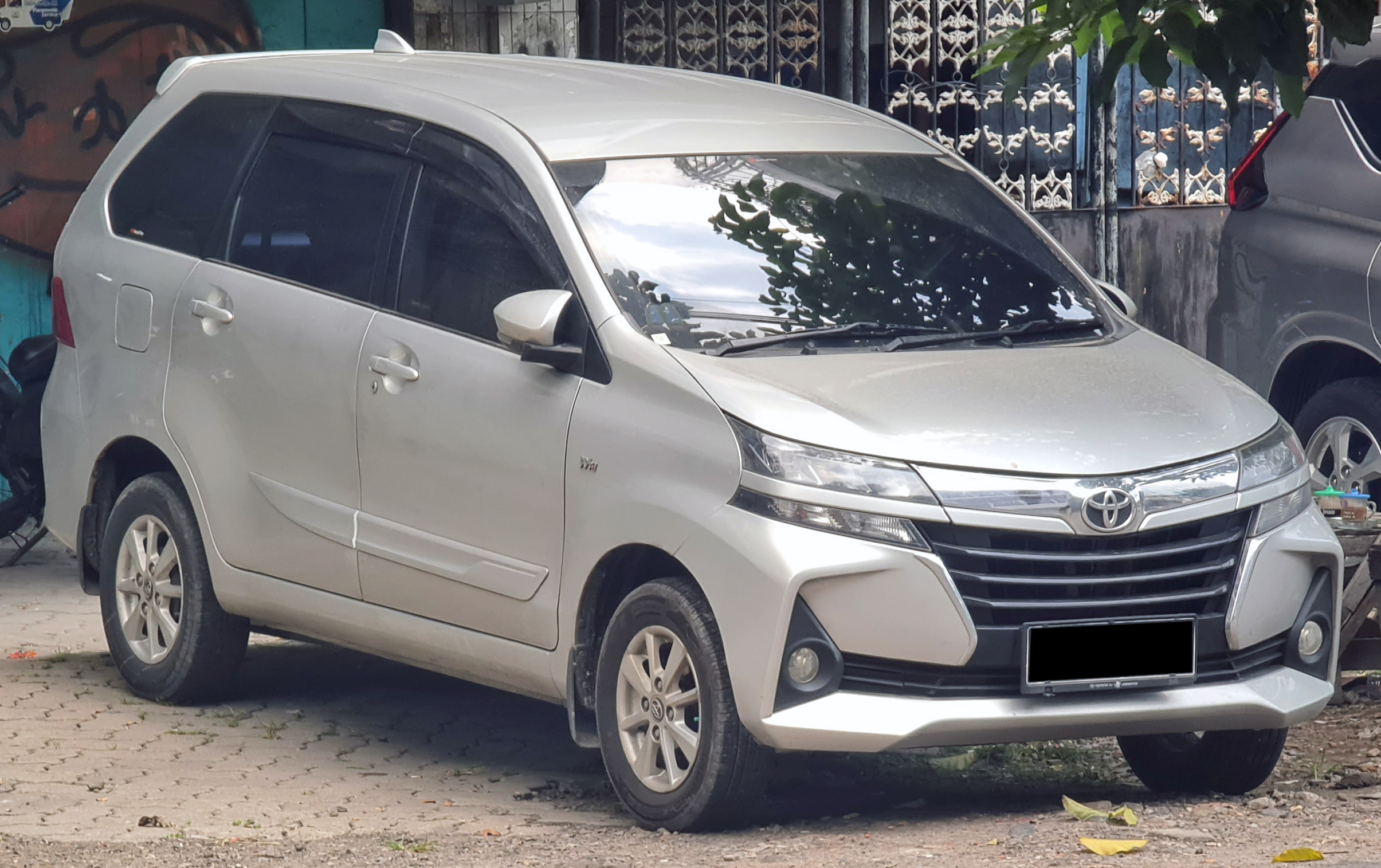
2019年1月改良型Gグレード（フロント）
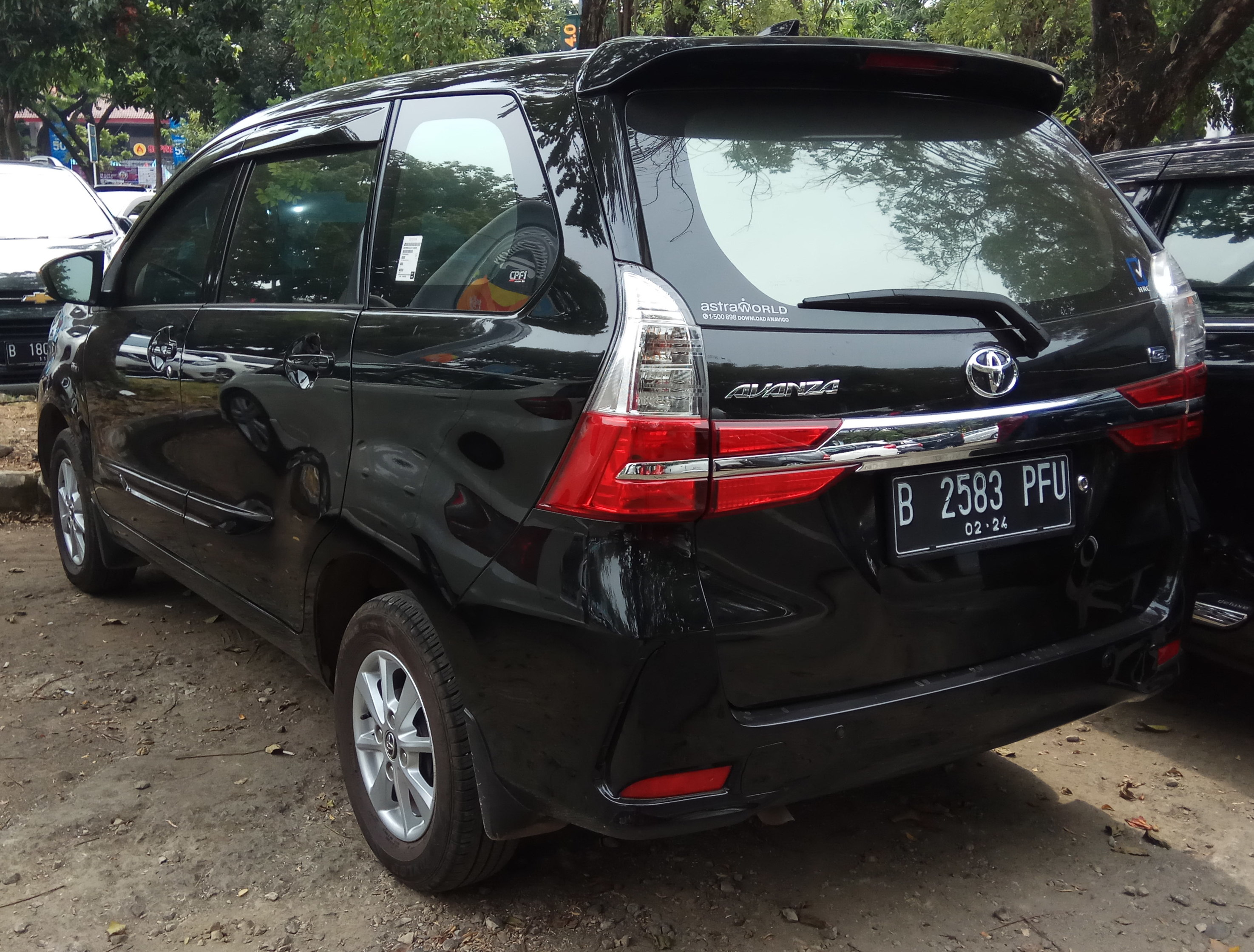
2019年1月改良型Gグレード（リア）
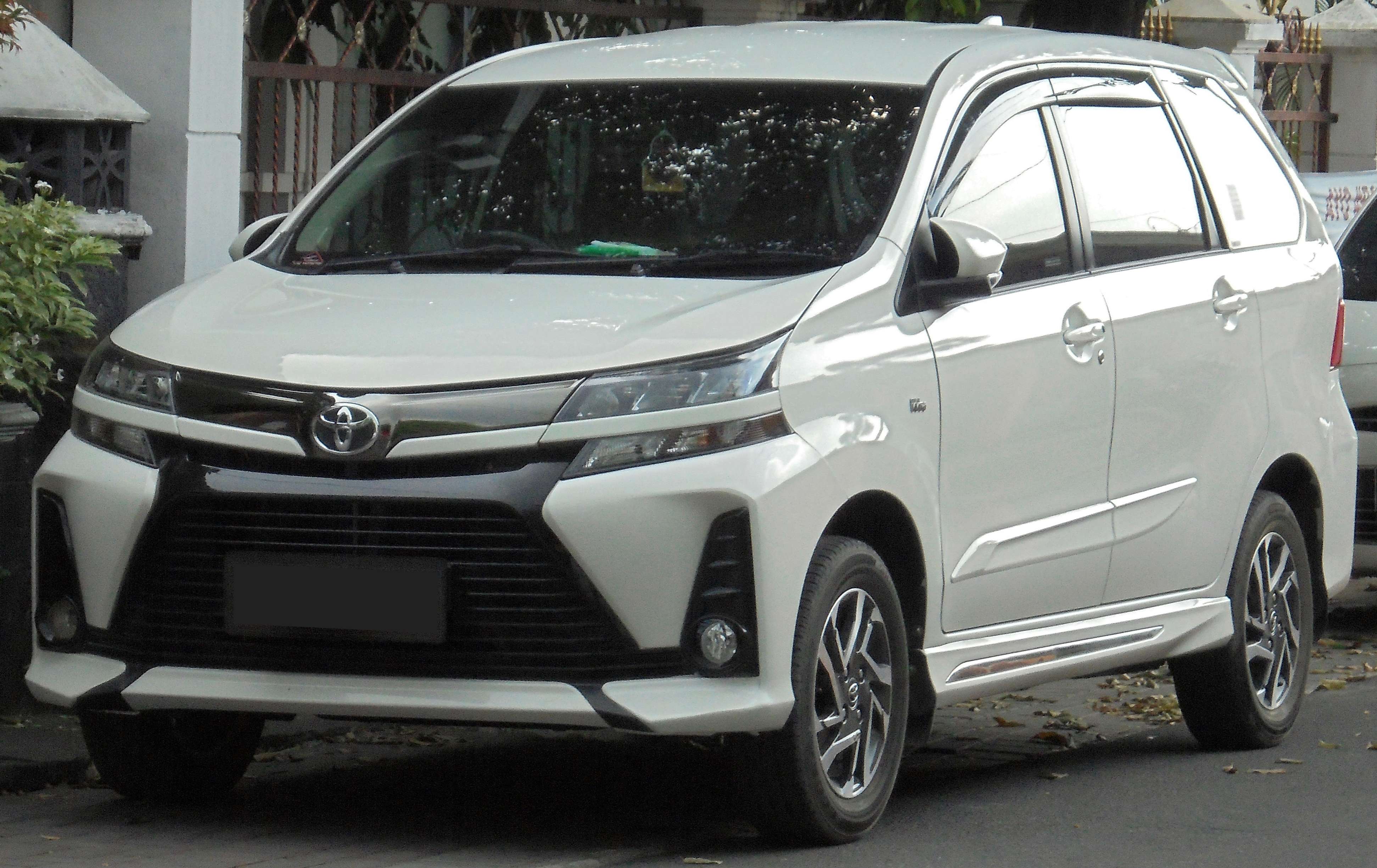
2019年1月改良型1.5 「ヴェロッツ」グレード（フロント）
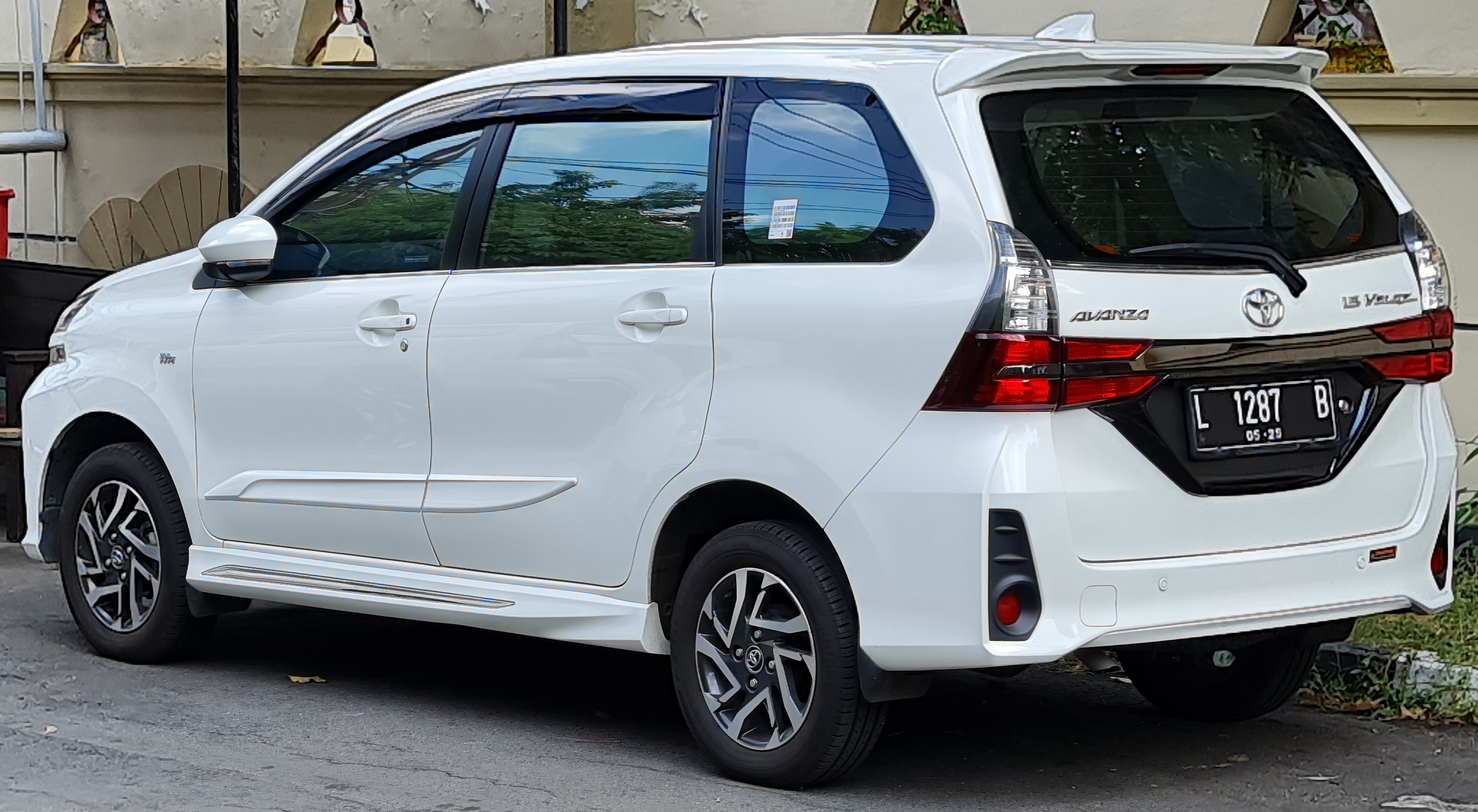
2019年1月改良型1.5 「ヴェロッツ」グレード（リア）
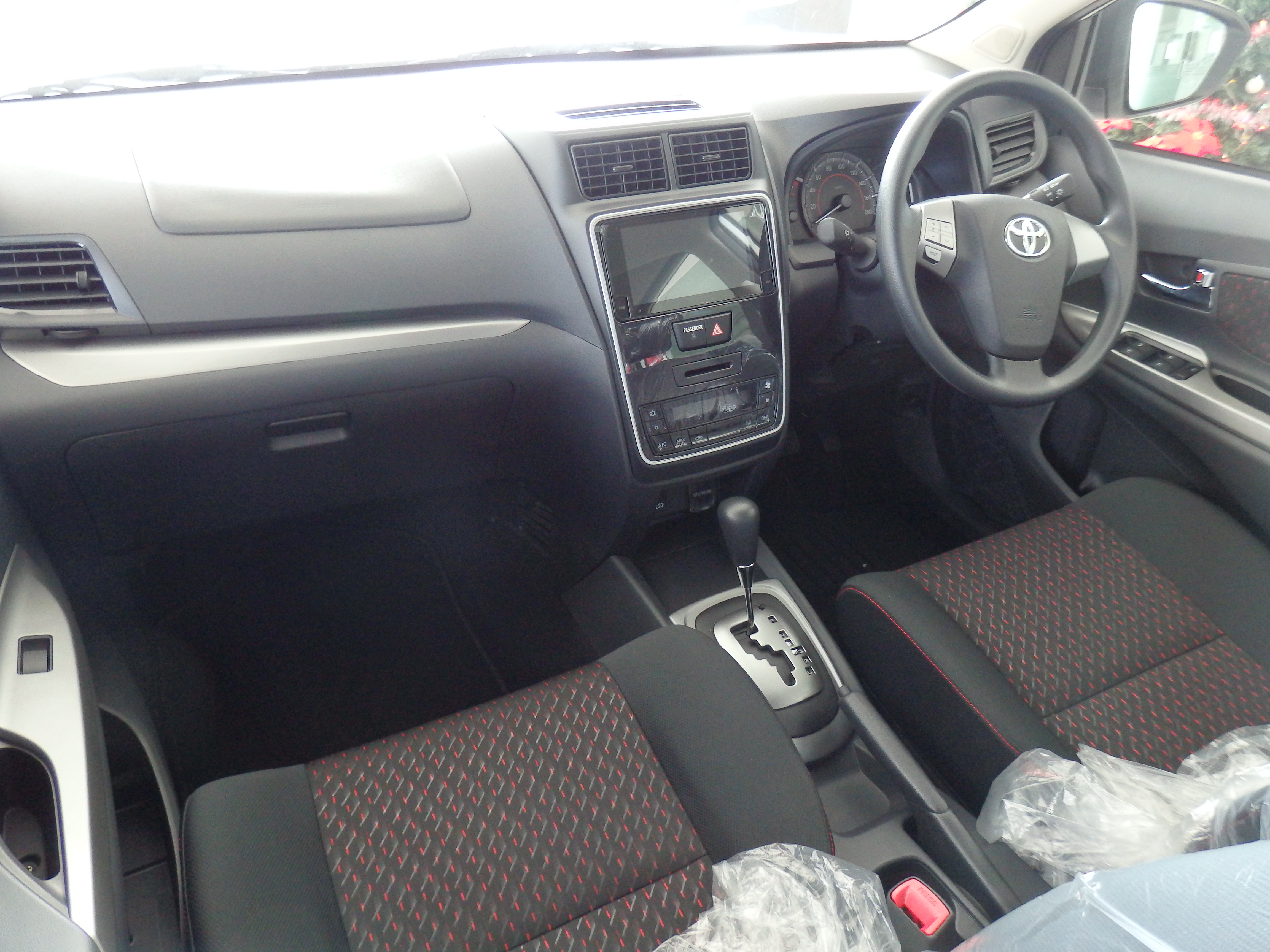
2019年1月改良型（インテリア）

## 3代目 W100型（2021年 - ）
2021年11月11日、インドネシアでフルモデルチェンジされ、発売された。
インドネシアにおけるDNGA採用車種第2弾に位置づけられ、プラットフォームがDNGAとして初めてとなるBセグメント用の「DNGA-Bプラットフォーム」に刷新され、初の横置きFFレイアウトを採用。そのため室内長が2代目に比べて160 mm拡大。また、トランスミッションには5MTに加えて「D-CVT」が採用された。タイヤが2代目よりも大径化され、外内装ともにスポーティーデザインとなった。さらに、予防安全装備「Advanced Safety Assist（日本名:スマートアシスト）」も設定された。
2022年10月26日、ベトナムモーターショー2022でベトナムで販売するアバンザプレミオをベトナムで生産すると発表した。実際の生産は同年12月から行う。

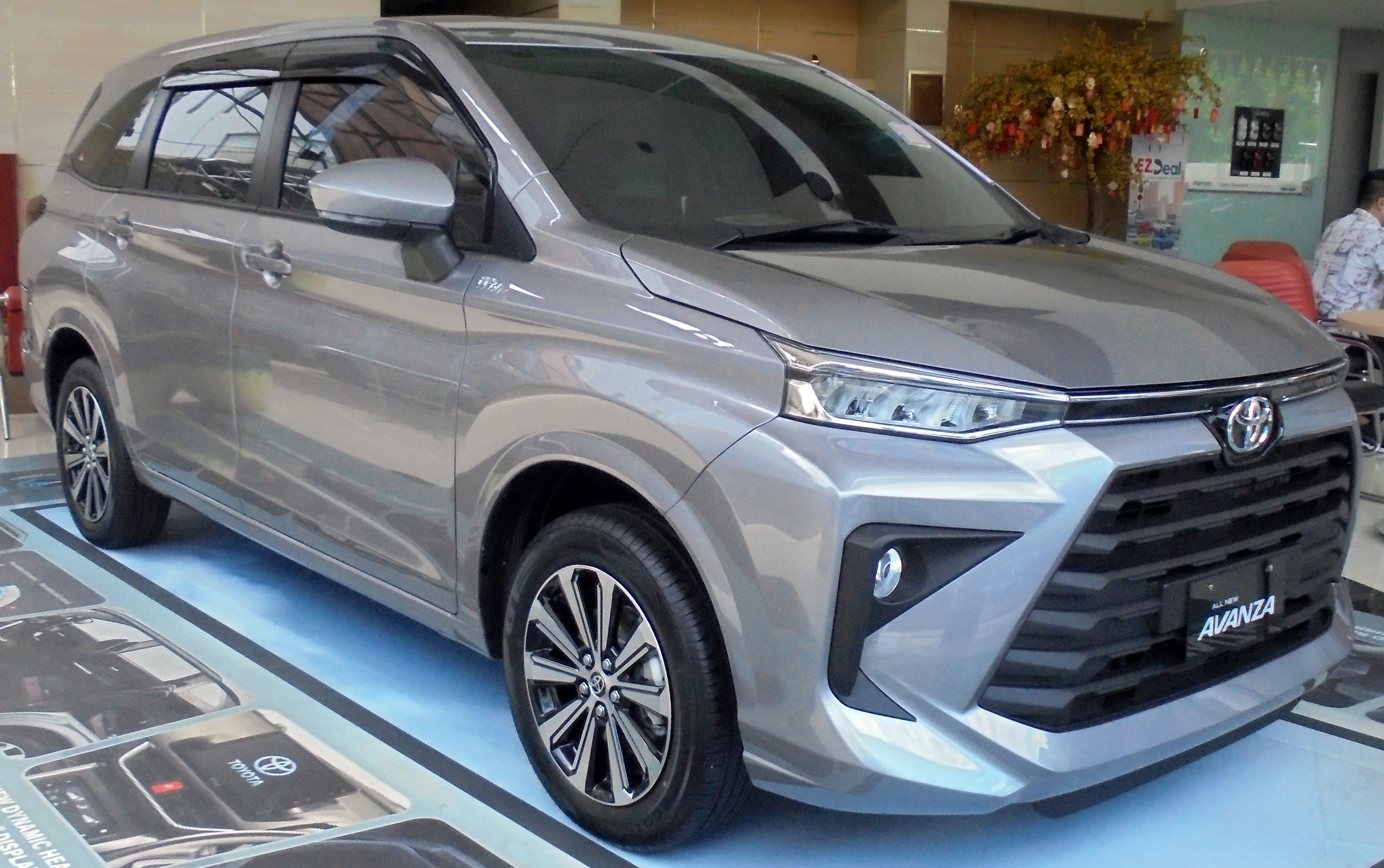
1.5 Gグレード（フロント）
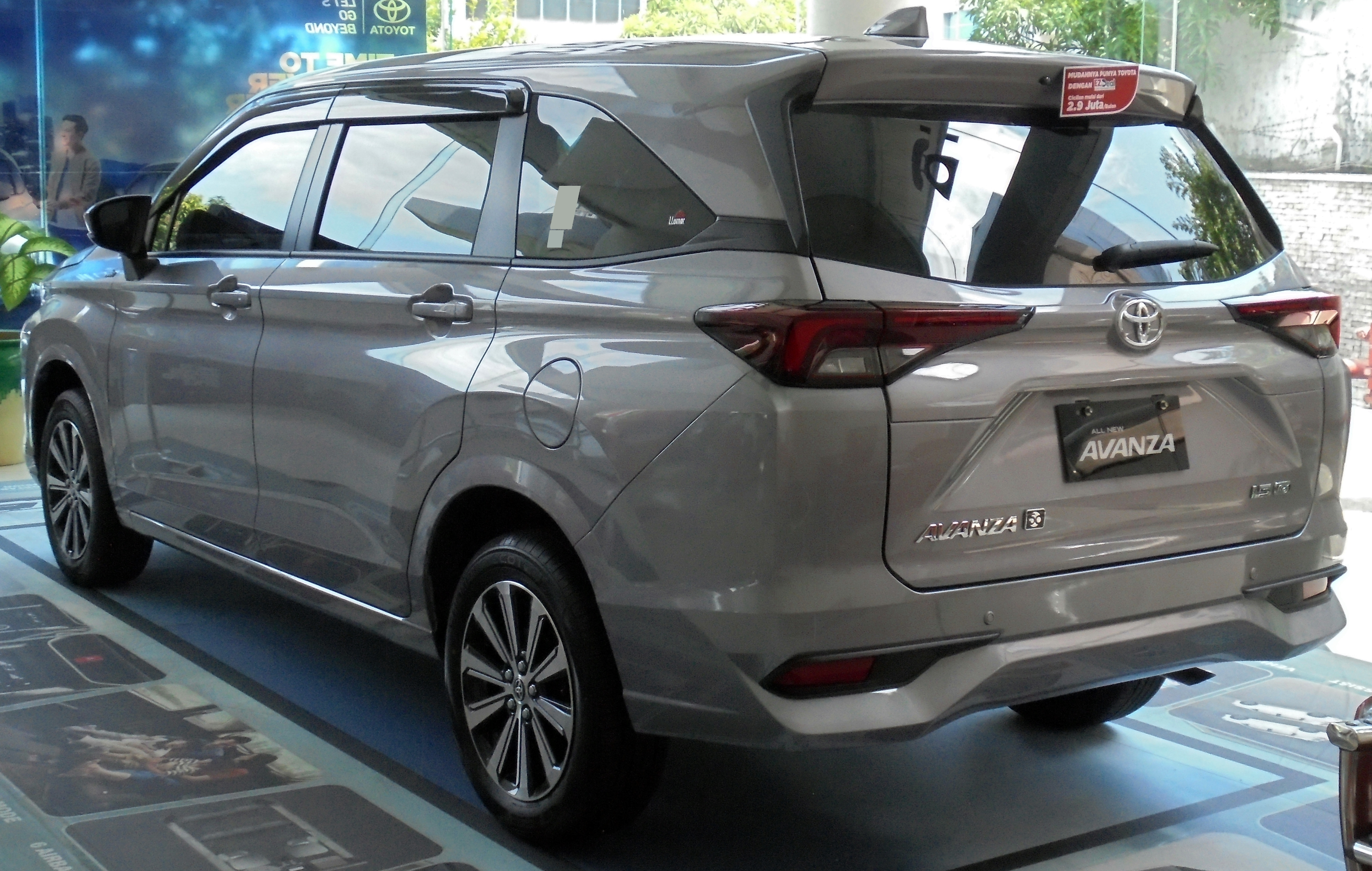
1.5 Gグレード（リア）
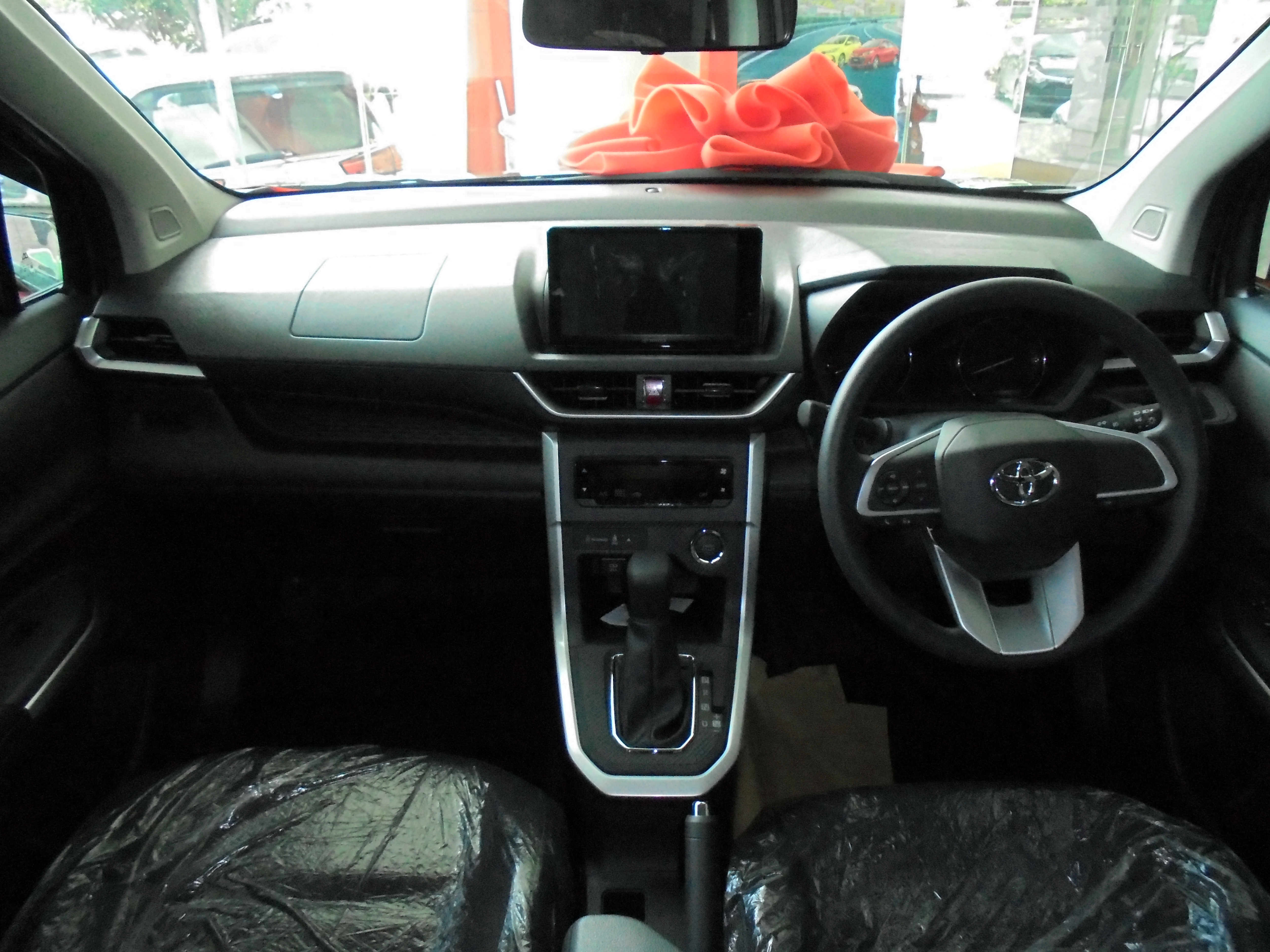
1.5 Gグレード（インテリア）
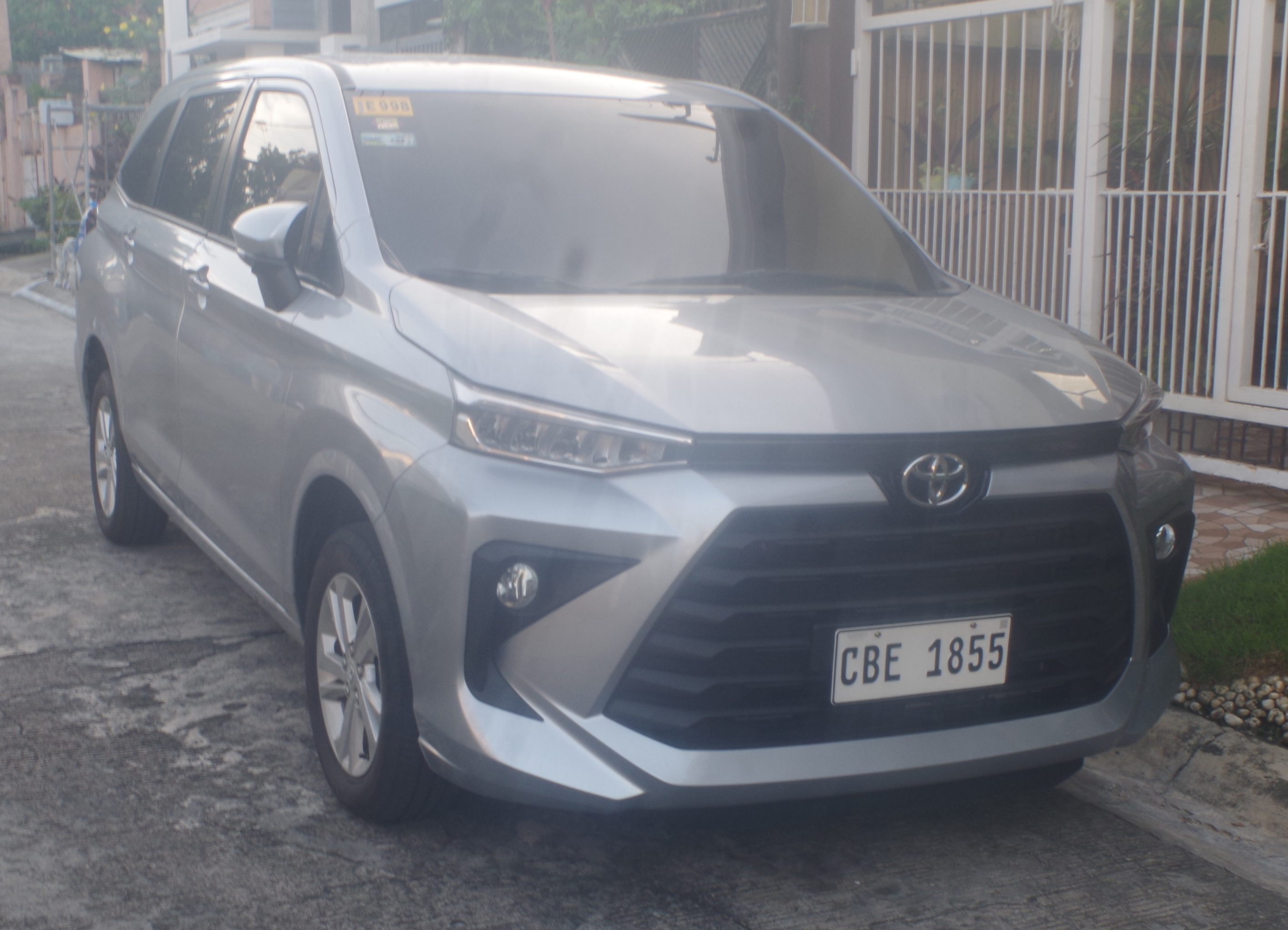
1.3 Eグレード（フロント）
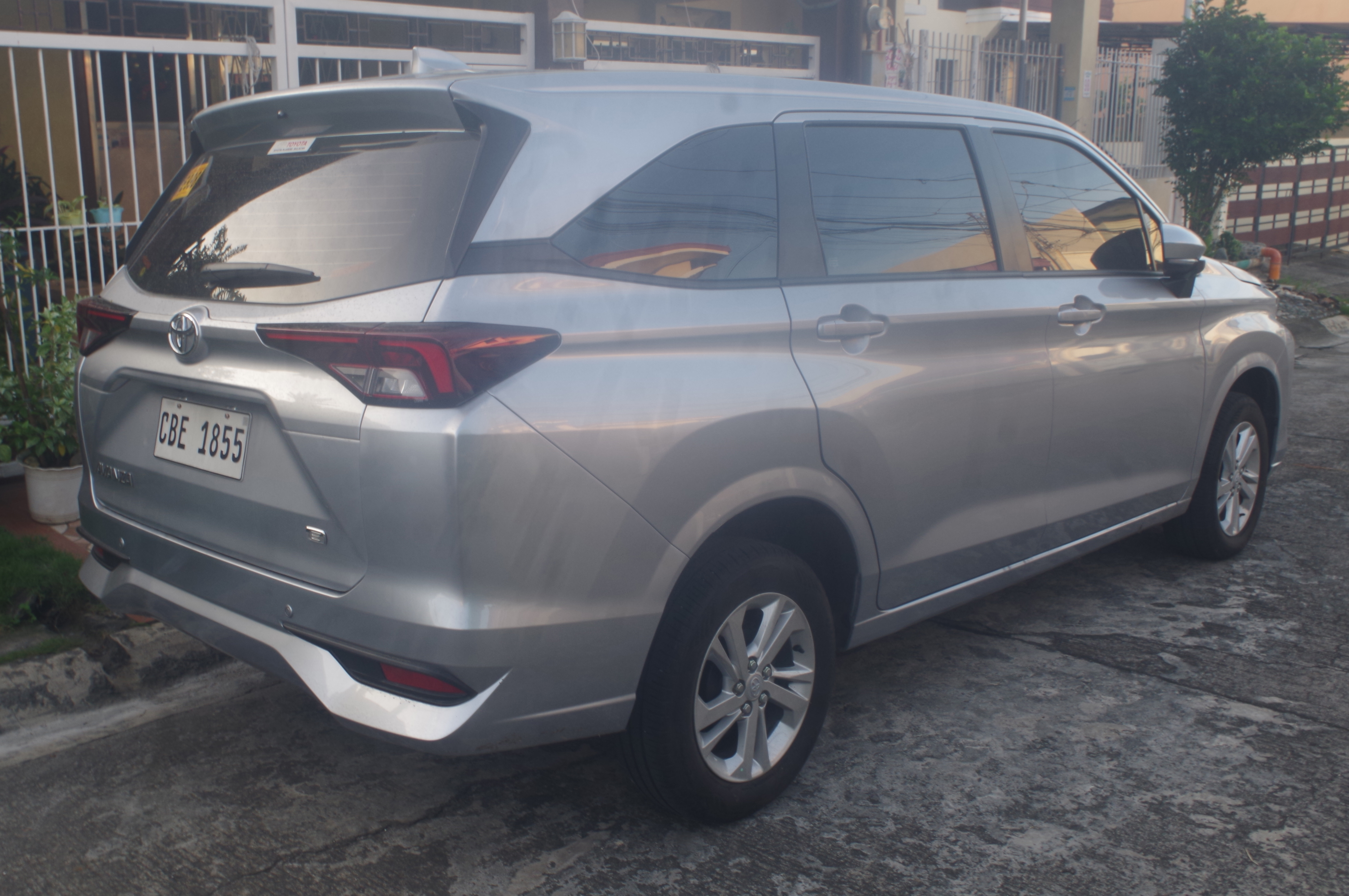
1.3 Eグレード（リア）

## 車名の由来
「AVANZA」は、スペイン語で「動く」を意味する。また、イタリア語でAvanzatoは「前進」を意味する。